# Lista över fornlämningar i Katrineholms kommun
Lista över fornlämningar i Katrineholms kommun är en förteckning av ett urval av de fornlämningar som finns i Katrineholms kommun.

## Björkvik
| Namn                                  | Lämningstyp         | Tillkomsttid | Historisk indelning    | Plats | Läge                 | ID-nr          | Bild                                      |
| ------------------------------------- | ------------------- | ------------ | ---------------------- | ----- | -------------------- | -------------- | ----------------------------------------- |
| Björkvik 1:1                          | Stensättning        |              | Björkvik, Södermanland |       | 58.833960, 16.607139 | 10031100010001 | Ladda upp en bild av detta fornminne      |
| Björkvik 3:1                          | Fornborg            |              | Björkvik, Södermanland |       | 58.835723, 16.604831 | 10031100030001 | Ladda upp en bild av detta fornminne      |
| Björkvik 4:1                          | Gravfält            |              | Björkvik, Södermanland |       | 58.830323, 16.596059 | 10031100040001 | Ladda upp en bild av detta fornminne      |
| Björkvik 5:1                          | Gravfält            |              | Björkvik, Södermanland |       | 58.830251, 16.594542 | 10031100050001 | Ladda upp en bild av detta fornminne      |
| Björkvik 6:1                          | Gravfält            |              | Björkvik, Södermanland |       | 58.834792, 16.585157 | 10031100060001 | Ladda upp en bild av detta fornminne      |
| Björkvik 7:1                          | Stensättning        |              | Björkvik, Södermanland |       | 58.835440, 16.583915 | 10031100070001 | Ladda upp en bild av detta fornminne      |
| Björkvik 7:2                          | Stensättning        |              | Björkvik, Södermanland |       | 58.835304, 16.584014 | 10031100070002 | Ladda upp en bild av detta fornminne      |
| Björkvik 10:1                         | Gravfält            |              | Björkvik, Södermanland |       | 58.837896, 16.577656 | 10031100100001 | Ladda upp en bild av detta fornminne      |
| Spökbacken (Björkvik 11:1)            | Stensättning        |              | Björkvik, Södermanland |       | 58.852405, 16.550561 | 10031100110001 | Ladda upp en bild av detta fornminne      |
| Björkvik 12:1                         | Gravfält            |              | Björkvik, Södermanland |       | 58.856596, 16.561305 | 10031100120001 | Ladda upp en bild av detta fornminne      |
| Björkvik 13:1                         | Stensättning        |              | Björkvik, Södermanland |       | 58.836133, 16.569169 | 10031100130001 | Ladda upp en bild av detta fornminne      |
| Björkvik 13:2                         | Stensättning        |              | Björkvik, Södermanland |       | 58.835760, 16.568671 | 10031100130002 | Ladda upp en bild av detta fornminne      |
| Björkvik 14:1                         | Stensättning        |              | Björkvik, Södermanland |       | 58.836393, 16.568244 | 10031100140001 | Ladda upp en bild av detta fornminne      |
| Björkvik 14:2                         | Stensättning        |              | Björkvik, Södermanland |       | 58.836198, 16.567994 | 10031100140002 | Ladda upp en bild av detta fornminne      |
| Björkvik 15:1                         | Stensättning        |              | Björkvik, Södermanland |       | 58.835876, 16.566978 | 10031100150001 | Ladda upp en bild av detta fornminne      |
| Björkvik 16:1                         | Gravfält            |              | Björkvik, Södermanland |       | 58.837644, 16.562947 | 10031100160001 | Ladda upp en bild av detta fornminne      |
| Björkvik 17:1                         | Gravfält            |              | Björkvik, Södermanland |       | 58.838076, 16.562294 | 10031100170001 | Ladda upp en bild av detta fornminne      |
| Björkvik 18:1                         | Gravfält            |              | Björkvik, Södermanland |       | 58.838542, 16.563792 | 10031100180001 | Ladda upp en bild av detta fornminne      |
| Björkvik 19:1                         | Stensättning        |              | Björkvik, Södermanland |       | 58.838174, 16.565053 | 10031100190001 | Ladda upp en bild av detta fornminne      |
| Björkvik 19:2                         | Stensättning        |              | Björkvik, Södermanland |       | 58.838180, 16.565399 | 10031100190002 | Ladda upp en bild av detta fornminne      |
| Björkvik 19:3                         | Stensättning        |              | Björkvik, Södermanland |       | 58.838317, 16.565179 | 10031100190003 | Ladda upp en bild av detta fornminne      |
| Björkvik 20:1                         | Gravfält            |              | Björkvik, Södermanland |       | 58.841044, 16.560336 | 10031100200001 | Ladda upp en bild av detta fornminne      |
| Björkvik 21:1                         | Stensättning        |              | Björkvik, Södermanland |       | 58.841339, 16.559037 | 10031100210001 | Ladda upp en bild av detta fornminne      |
| Björkvik 21:2                         | Stensättning        |              | Björkvik, Södermanland |       | 58.841324, 16.559642 | 10031100210002 | Ladda upp en bild av detta fornminne      |
| Björkvik 22:1                         | Stensättning        |              | Björkvik, Södermanland |       | 58.841666, 16.557680 | 10031100220001 | Ladda upp en bild av detta fornminne      |
| Björkvik 22:2                         | Stensättning        |              | Björkvik, Södermanland |       | 58.841687, 16.557369 | 10031100220002 | Ladda upp en bild av detta fornminne      |
| Björkvik 22:3                         | Stensättning        |              | Björkvik, Södermanland |       | 58.841778, 16.557234 | 10031100220003 | Ladda upp en bild av detta fornminne      |
| Björkvik 22:4                         | Stensättning        |              | Björkvik, Södermanland |       | 58.841484, 16.557033 | 10031100220004 | Ladda upp en bild av detta fornminne      |
| Björkvik 23:1                         | Stensättning        |              | Björkvik, Södermanland |       | 58.843326, 16.556822 | 10031100230001 | Ladda upp en bild av detta fornminne      |
| Björkvik 24:1                         | Röse                |              | Björkvik, Södermanland |       | 58.843867, 16.553741 | 10031100240001 | Ladda upp en bild av detta fornminne      |
| Björkvik 25:1                         | Stensättning        |              | Björkvik, Södermanland |       | 58.845139, 16.549384 | 10031100250001 | Ladda upp en bild av detta fornminne      |
| Björkvik 26:1                         | Gravfält            |              | Björkvik, Södermanland |       | 58.843909, 16.549586 | 10031100260001 | Ladda upp en bild av detta fornminne      |
| Björkvik 27:1                         | Stensättning        |              | Björkvik, Södermanland |       | 58.844294, 16.548560 | 10031100270001 | Ladda upp en bild av detta fornminne      |
| Björkvik 28:1                         | Stensättning        |              | Björkvik, Södermanland |       | 58.844598, 16.547809 | 10031100280001 | Ladda upp en bild av detta fornminne      |
| Björkvik 28:2                         | Stensättning        |              | Björkvik, Södermanland |       | 58.844438, 16.547561 | 10031100280002 | Ladda upp en bild av detta fornminne      |
| Björkvik 29:1                         | Röse                |              | Björkvik, Södermanland |       | 58.846512, 16.542568 | 10031100290001 | Ladda upp en bild av detta fornminne      |
| Björkvik 30:1                         | Röse                |              | Björkvik, Södermanland |       | 58.846430, 16.546238 | 10031100300001 | Ladda upp en bild av detta fornminne      |
| Björkvik 31:1                         | Stensättning        |              | Björkvik, Södermanland |       | 58.843756, 16.540106 | 10031100310001 | Ladda upp en bild av detta fornminne      |
| Björkvik 31:2                         | Stensättning        |              | Björkvik, Södermanland |       | 58.843619, 16.540361 | 10031100310002 | Ladda upp en bild av detta fornminne      |
| Björkvik 32:1                         | Röse                |              | Björkvik, Södermanland |       | 58.847387, 16.529111 | 10031100320001 | Ladda upp en bild av detta fornminne      |
| Björkvik 32:2                         | Röse                |              | Björkvik, Södermanland |       | 58.847359, 16.529422 | 10031100320002 | Ladda upp en bild av detta fornminne      |
| Björkvik 32:3                         | Stensättning        |              | Björkvik, Södermanland |       | 58.847339, 16.529872 | 10031100320003 | Ladda upp en bild av detta fornminne      |
| Björkvik 32:4                         | Stensättning        |              | Björkvik, Södermanland |       | 58.847247, 16.530303 | 10031100320004 | Ladda upp en bild av detta fornminne      |
| Björkvik 33:1                         | Stensättning        |              | Björkvik, Södermanland |       | 58.848400, 16.534879 | 10031100330001 | Ladda upp en bild av detta fornminne      |
| Björkvik 34:1                         | Stensättning        |              | Björkvik, Södermanland |       | 58.849009, 16.531652 | 10031100340001 | Ladda upp en bild av detta fornminne      |
| Björkvik 35:1                         | Röse                |              | Björkvik, Södermanland |       | 58.849139, 16.528849 | 10031100350001 | Ladda upp en bild av detta fornminne      |
| Björkvik 36:1                         | Stensättning        |              | Björkvik, Södermanland |       | 58.855918, 16.543041 | 10031100360001 | Ladda upp en bild av detta fornminne      |
| Björkvik 36:2                         | Stensättning        |              | Björkvik, Södermanland |       | 58.856062, 16.542939 | 10031100360002 | Ladda upp en bild av detta fornminne      |
| Björkvik 37:1                         | Röse                |              | Björkvik, Södermanland |       | 58.853893, 16.544076 | 10031100370001 | Ladda upp en bild av detta fornminne      |
| Björkvik 37:2                         | Stensättning        |              | Björkvik, Södermanland |       | 58.854076, 16.543318 | 10031100370002 | Ladda upp en bild av detta fornminne      |
| Björkviks gamla kyrka (Björkvik 39:1) | Kyrka/kapell        |              | Björkvik, Södermanland |       | 58.859646, 16.553562 | 10031100390001 | Ladda upp en till bild av detta fornminne |
| Björkvik 40:1                         | Gravfält            |              | Björkvik, Södermanland |       | 58.858207, 16.523457 | 10031100400001 | Ladda upp en bild av detta fornminne      |
| Björkvik 41:1                         | Hög                 |              | Björkvik, Södermanland |       | 58.861437, 16.520032 | 10031100410001 | Ladda upp en bild av detta fornminne      |
| Björkvik 41:2                         | Hög                 |              | Björkvik, Södermanland |       | 58.861373, 16.520291 | 10031100410002 | Ladda upp en bild av detta fornminne      |
| Björkvik 42:1                         | Gravfält            |              | Björkvik, Södermanland |       | 58.861453, 16.519183 | 10031100420001 | Ladda upp en bild av detta fornminne      |
| Björkvik 43:5                         | Stensättning        |              | Björkvik, Södermanland |       | 58.863139, 16.515264 | 10031100430005 | Ladda upp en bild av detta fornminne      |
| Björkvik 44:1                         | Gravfält            |              | Björkvik, Södermanland |       | 58.864152, 16.506107 | 10031100440001 | Ladda upp en bild av detta fornminne      |
| Björkvik 45:1                         | Stensättning        |              | Björkvik, Södermanland |       | 58.836894, 16.583848 | 10031100450001 | Ladda upp en bild av detta fornminne      |
| Björkvik 45:2                         | Stensättning        |              | Björkvik, Södermanland |       | 58.836861, 16.583587 | 10031100450002 | Ladda upp en bild av detta fornminne      |
| Björkvik 45:3                         | Hällristning        |              | Björkvik, Södermanland |       | 58.836595, 16.584200 | 10031100450003 | Ladda upp en bild av detta fornminne      |
| Björkvik 47:1                         | Hög                 |              | Björkvik, Södermanland |       | 58.873160, 16.516607 | 10031100470001 | Ladda upp en bild av detta fornminne      |
| Björkvik 48:1                         | Gravfält            |              | Björkvik, Södermanland |       | 58.878076, 16.506779 | 10031100480001 | Ladda upp en bild av detta fornminne      |
| Björkvik 49:1                         | Hällristning        |              | Björkvik, Södermanland |       | 58.878354, 16.504446 | 10031100490001 | Ladda upp en bild av detta fornminne      |
| Björkvik 50:1                         | Stensättning        |              | Björkvik, Södermanland |       | 58.879597, 16.499822 | 10031100500001 | Ladda upp en bild av detta fornminne      |
| Björkvik 50:3                         | Hällristning        |              | Björkvik, Södermanland |       | 58.879068, 16.499691 | 10031100500003 | Ladda upp en bild av detta fornminne      |
| Björkvik 50:4                         | Stensättning        |              | Björkvik, Södermanland |       | 58.879112, 16.499917 | 10031100500004 | Ladda upp en bild av detta fornminne      |
| Björkvik 51:3                         | Stensättning        |              | Björkvik, Södermanland |       | 58.879214, 16.504842 | 10031100510003 | Ladda upp en bild av detta fornminne      |
| Björkvik 52:1                         | Gravfält            |              | Björkvik, Södermanland |       | 58.881362, 16.504085 | 10031100520001 | Ladda upp en bild av detta fornminne      |
| Björkvik 54:1                         | Stensättning        |              | Björkvik, Södermanland |       | 58.883969, 16.477993 | 10031100540001 | Ladda upp en bild av detta fornminne      |
| Björkvik 55:1                         | Stensättning        |              | Björkvik, Södermanland |       | 58.874837, 16.495778 | 10031100550001 | Ladda upp en bild av detta fornminne      |
| Björkvik 55:2                         | Stensättning        |              | Björkvik, Södermanland |       | 58.874843, 16.495952 | 10031100550002 | Ladda upp en bild av detta fornminne      |
| Björkvik 56:1                         | Stensättning        |              | Björkvik, Södermanland |       | 58.879196, 16.480055 | 10031100560001 | Ladda upp en bild av detta fornminne      |
| Björkvik 56:2                         | Stensättning        |              | Björkvik, Södermanland |       | 58.879115, 16.480069 | 10031100560002 | Ladda upp en bild av detta fornminne      |
| Björkvik 58:1                         | Stensättning        |              | Björkvik, Södermanland |       | 58.873786, 16.492733 | 10031100580001 | Ladda upp en bild av detta fornminne      |
| Björkvik 60:1                         | Stensättning        |              | Björkvik, Södermanland |       | 58.854799, 16.457609 | 10031100600001 | Ladda upp en bild av detta fornminne      |
| Björkvik 61:1                         | Röse                |              | Björkvik, Södermanland |       | 58.846867, 16.519870 | 10031100610001 | Ladda upp en bild av detta fornminne      |
| Björkvik 61:2                         | Stensättning        |              | Björkvik, Södermanland |       | 58.846960, 16.519266 | 10031100610002 | Ladda upp en bild av detta fornminne      |
| Björkvik 62:1                         | Stensättning        |              | Björkvik, Södermanland |       | 58.846548, 16.519189 | 10031100620001 | Ladda upp en bild av detta fornminne      |
| Björkvik 66:1                         | Gravfält            |              | Björkvik, Södermanland |       | 58.819722, 16.489169 | 10031100660001 | Ladda upp en bild av detta fornminne      |
| Björkvik 67:1                         | Stensättning        |              | Björkvik, Södermanland |       | 58.820204, 16.488263 | 10031100670001 | Ladda upp en bild av detta fornminne      |
| Björkvik 67:2                         | Stensättning        |              | Björkvik, Södermanland |       | 58.820123, 16.488313 | 10031100670002 | Ladda upp en bild av detta fornminne      |
| Björkvik 67:3                         | Stensättning        |              | Björkvik, Södermanland |       | 58.820237, 16.488800 | 10031100670003 | Ladda upp en bild av detta fornminne      |
| Björkvik 68:1                         | Stensättning        |              | Björkvik, Södermanland |       | 58.832597, 16.521476 | 10031100680001 | Ladda upp en bild av detta fornminne      |
| Björkvik 68:2                         | Stensättning        |              | Björkvik, Södermanland |       | 58.832532, 16.521647 | 10031100680002 | Ladda upp en bild av detta fornminne      |
| Björkvik 69:1                         | Stensättning        |              | Björkvik, Södermanland |       | 58.842930, 16.557795 | 10031100690001 | Ladda upp en bild av detta fornminne      |
| Björkvik 72:1                         | Stensättning        |              | Björkvik, Södermanland |       | 58.830456, 16.553882 | 10031100720001 | Ladda upp en bild av detta fornminne      |
| Björkvik 72:2                         | Stensättning        |              | Björkvik, Södermanland |       | 58.830462, 16.554246 | 10031100720002 | Ladda upp en bild av detta fornminne      |
| Björkvik 73:1                         | Hög                 |              | Björkvik, Södermanland |       | 58.830005, 16.558714 | 10031100730001 | Ladda upp en bild av detta fornminne      |
| Björkvik 74:1                         | Gravfält            |              | Björkvik, Södermanland |       | 58.829264, 16.558518 | 10031100740001 | Ladda upp en bild av detta fornminne      |
| Björkvik 75:1                         | Hög                 |              | Björkvik, Södermanland |       | 58.828345, 16.524010 | 10031100750001 | Ladda upp en bild av detta fornminne      |
| Björkvik 75:2                         | Hög                 |              | Björkvik, Södermanland |       | 58.828401, 16.523839 | 10031100750002 | Ladda upp en bild av detta fornminne      |
| Björkvik 75:4                         | Stensättning        |              | Björkvik, Södermanland |       | 58.828090, 16.524277 | 10031100750004 | Ladda upp en bild av detta fornminne      |
| Björkvik 76:1                         | Stensättning        |              | Björkvik, Södermanland |       | 58.827696, 16.524334 | 10031100760001 | Ladda upp en bild av detta fornminne      |
| Björkvik 76:2                         | Stensättning        |              | Björkvik, Södermanland |       | 58.827658, 16.524575 | 10031100760002 | Ladda upp en bild av detta fornminne      |
| Björkvik 76:3                         | Hög                 |              | Björkvik, Södermanland |       | 58.827541, 16.524640 | 10031100760003 | Ladda upp en bild av detta fornminne      |
| Björkvik 76:4                         | Stensättning        |              | Björkvik, Södermanland |       | 58.827734, 16.525010 | 10031100760004 | Ladda upp en bild av detta fornminne      |
| Björkvik 79:1                         | Gravfält            |              | Björkvik, Södermanland |       | 58.823140, 16.546580 | 10031100790001 | Ladda upp en bild av detta fornminne      |
| Björkvik 81:1                         | Stensättning        |              | Björkvik, Södermanland |       | 58.819021, 16.559476 | 10031100810001 | Ladda upp en bild av detta fornminne      |
| Björkvik 81:2                         | Stensättning        |              | Björkvik, Södermanland |       | 58.818973, 16.559786 | 10031100810002 | Ladda upp en bild av detta fornminne      |
| Björkvik 81:3                         | Stensättning        |              | Björkvik, Södermanland |       | 58.819126, 16.559774 | 10031100810003 | Ladda upp en bild av detta fornminne      |
| Björkvik 82:1                         | Stensättning        |              | Björkvik, Södermanland |       | 58.819196, 16.566406 | 10031100820001 | Ladda upp en bild av detta fornminne      |
| Björkvik 83:1                         | Röse                |              | Björkvik, Södermanland |       | 58.820813, 16.563488 | 10031100830001 | Ladda upp en bild av detta fornminne      |
| Björkvik 83:2                         | Stensättning        |              | Björkvik, Södermanland |       | 58.820598, 16.563445 | 10031100830002 | Ladda upp en bild av detta fornminne      |
| Björkvik 84:1                         | Gravfält            |              | Björkvik, Södermanland |       | 58.822905, 16.569851 | 10031100840001 | Ladda upp en bild av detta fornminne      |
| Björkvik 87:1                         | Stensättning        |              | Björkvik, Södermanland |       | 58.804922, 16.524641 | 10031100870001 | Ladda upp en bild av detta fornminne      |
| Björkvik 87:2                         | Stensättning        |              | Björkvik, Södermanland |       | 58.804825, 16.524413 | 10031100870002 | Ladda upp en bild av detta fornminne      |
| Björkvik 87:3                         | Stensättning        |              | Björkvik, Södermanland |       | 58.804718, 16.524409 | 10031100870003 | Ladda upp en bild av detta fornminne      |
| Björkvik 87:4                         | Stensättning        |              | Björkvik, Södermanland |       | 58.804729, 16.524150 | 10031100870004 | Ladda upp en bild av detta fornminne      |
| Björkvik 88:1                         | Gravfält            |              | Björkvik, Södermanland |       | 58.827881, 16.515555 | 10031100880001 | Ladda upp en bild av detta fornminne      |
| Björkvik 89:1                         | Stensättning        |              | Björkvik, Södermanland |       | 58.827472, 16.516710 | 10031100890001 | Ladda upp en bild av detta fornminne      |
| Björkvik 90:1                         | Gravfält            |              | Björkvik, Södermanland |       | 58.826609, 16.517021 | 10031100900001 | Ladda upp en bild av detta fornminne      |
| Björkvik 91:1                         | Stensättning        |              | Björkvik, Södermanland |       | 58.823325, 16.513829 | 10031100910001 | Ladda upp en bild av detta fornminne      |
| Björkvik 92:1                         | Stensättning        |              | Björkvik, Södermanland |       | 58.847440, 16.597175 | 10031100920001 | Ladda upp en bild av detta fornminne      |
| Björkvik 93:2                         | Stensättning        |              | Björkvik, Södermanland |       | 58.816259, 16.495994 | 10031100930002 | Ladda upp en bild av detta fornminne      |
| Björkvik 93:3                         | Stensättning        |              | Björkvik, Södermanland |       | 58.816539, 16.495688 | 10031100930003 | Ladda upp en bild av detta fornminne      |
| Björkvik 93:5                         | Stensättning        |              | Björkvik, Södermanland |       | 58.816747, 16.495328 | 10031100930005 | Ladda upp en bild av detta fornminne      |
| Björkvik 94:1                         | Stensättning        |              | Björkvik, Södermanland |       | 58.819205, 16.481736 | 10031100940001 | Ladda upp en bild av detta fornminne      |
| Björkvik 94:2                         | Stensättning        |              | Björkvik, Södermanland |       | 58.819105, 16.481942 | 10031100940002 | Ladda upp en bild av detta fornminne      |
| Björkvik 94:3                         | Stensättning        |              | Björkvik, Södermanland |       | 58.818979, 16.482130 | 10031100940003 | Ladda upp en bild av detta fornminne      |
| Borgarberget (Björkvik 96:1)          | Fornborg            |              | Björkvik, Södermanland |       | 58.820097, 16.469835 | 10031100960001 | Ladda upp en bild av detta fornminne      |
| Björkvik 99:1                         | Stensättning        |              | Björkvik, Södermanland |       | 58.863542, 16.506105 | 10031100990001 | Ladda upp en bild av detta fornminne      |
| Björkvik 102:1                        | Stensättning        |              | Björkvik, Södermanland |       | 58.829247, 16.561006 | 10031101020001 | Ladda upp en bild av detta fornminne      |
| Björkvik 105:1                        | Hällristning        |              | Björkvik, Södermanland |       | 58.855439, 16.564478 | 10031101050001 | Ladda upp en bild av detta fornminne      |
| Björkvik 124:1                        | Stensättning        |              | Björkvik, Södermanland |       | 58.878101, 16.508619 | 10031101240001 | Ladda upp en bild av detta fornminne      |
| Björkvik 125:1                        | Stensättning        |              | Björkvik, Södermanland |       | 58.847853, 16.522157 | 10031101250001 | Ladda upp en bild av detta fornminne      |
| Lindby (Björkvik 126:1)               | Lägenhetsbebyggelse |              | Björkvik, Södermanland |       | 58.881253, 16.504899 | 10031101260001 | Ladda upp en bild av detta fornminne      |
| Gamla Smedjebol (Björkvik 183:1)      | Lägenhetsbebyggelse |              | Björkvik, Södermanland |       | 58.838189, 16.477450 | 10031101830001 | Ladda upp en bild av detta fornminne      |
| Ekekulla (Björkvik 189:1)             | Lägenhetsbebyggelse |              | Björkvik, Södermanland |       | 58.816904, 16.462502 | 10031101890001 | Ladda upp en bild av detta fornminne      |
| Björkvik 203:1                        | Stensättning        |              | Björkvik, Södermanland |       | 58.879644, 16.477873 | 10031102030001 | Ladda upp en bild av detta fornminne      |
| Löneberga m fl (Björkvik 205:1)       | Lägenhetsbebyggelse |              | Björkvik, Södermanland |       | 58.880478, 16.476589 | 10031102050001 | Ladda upp en bild av detta fornminne      |
| Björkvik 206:1                        | Lägenhetsbebyggelse |              | Björkvik, Södermanland |       | 58.880448, 16.484427 | 10031102060001 | Ladda upp en bild av detta fornminne      |
| (W.) Trorsebro (Björkvik 213:1)       | Lägenhetsbebyggelse |              | Björkvik, Södermanland |       | 58.873983, 16.478693 | 10031102130001 | Ladda upp en bild av detta fornminne      |
| Laggar bo (Björkvik 243:1)            | Lägenhetsbebyggelse |              | Björkvik, Södermanland |       | 58.815530, 16.516902 | 10031102430001 | Ladda upp en bild av detta fornminne      |
| Hjulsta (Björkvik 275:1)              | Lägenhetsbebyggelse |              | Björkvik, Södermanland |       | 58.842228, 16.547957 | 10031102750001 | Ladda upp en bild av detta fornminne      |
| Axsjö (Björkvik 286:1)                | Lägenhetsbebyggelse |              | Björkvik, Södermanland |       | 58.904368, 16.421492 | 10031102860001 | Ladda upp en bild av detta fornminne      |
| Hagelsätter (Björkvik 292:1)          | Lägenhetsbebyggelse |              | Björkvik, Södermanland |       | 58.803594, 16.521582 | 10031102920001 | Ladda upp en bild av detta fornminne      |
| Väsby (Björkvik 295:1)                | Lägenhetsbebyggelse |              | Björkvik, Södermanland |       | 58.875227, 16.504341 | 10031102950001 | Ladda upp en bild av detta fornminne      |
| Hagby (Björkvik 296:1)                | Lägenhetsbebyggelse |              | Björkvik, Södermanland |       | 58.852076, 16.571287 | 10031102960001 | Ladda upp en bild av detta fornminne      |
| Björkvik 297:1                        | Lägenhetsbebyggelse |              | Björkvik, Södermanland |       | 58.909067, 16.433897 | 10031102970001 | Ladda upp en bild av detta fornminne      |
| Björkvik 298:1                        | Lägenhetsbebyggelse |              | Björkvik, Södermanland |       | 58.907950, 16.434499 | 10031102980001 | Ladda upp en bild av detta fornminne      |
| Björkvik 309:1                        | Stensättning        |              | Björkvik, Södermanland |       | 58.789481, 16.548314 | 10031103090001 | Ladda upp en bild av detta fornminne      |
| Björkvik 310:1                        | Stensättning        |              | Björkvik, Södermanland |       | 58.788300, 16.548263 | 10031103100001 | Ladda upp en bild av detta fornminne      |
| Björkvik 312                          | Kvarn               |              | Björkvik, Södermanland |       | 58.858930, 16.430694 | 12000000055220 | Ladda upp en bild av detta fornminne      |

## Floda
| Namn                         | Lämningstyp                      | Tillkomsttid | Historisk indelning | Plats                     | Läge                 | ID-nr          | Bild                                      |
| ---------------------------- | -------------------------------- | ------------ | ------------------- | ------------------------- | -------------------- | -------------- | ----------------------------------------- |
| Floda 1:1                    | Stensättning                     |              | Floda, Södermanland |                           | 59.099677, 16.190791 | 10032000010001 | Ladda upp en bild av detta fornminne      |
| Floda 20:1                   | Fornborg                         |              | Floda, Södermanland |                           | 59.119517, 16.394454 | 10032000200001 | Ladda upp en till bild av detta fornminne |
| Flora kyrkbygge (Floda 21:1) | Husgrund, förhistorisk/medeltida |              | Floda, Södermanland |                           | 59.143538, 16.323088 | 10032000210001 | Ladda upp en bild av detta fornminne      |
| Floda 34:1                   | Gravfält                         |              | Floda, Södermanland |                           | 59.082280, 16.343538 | 10032000340001 | Ladda upp en bild av detta fornminne      |
| Floda 35:1                   | Gravfält                         |              | Floda, Södermanland |                           | 59.083415, 16.342467 | 10032000350001 | Ladda upp en bild av detta fornminne      |
| Floda 39:1                   | Gravfält                         |              | Floda, Södermanland |                           | 59.077489, 16.371332 | 10032000390001 | Ladda upp en till bild av detta fornminne |
| Floda 41:1                   | Gravfält                         |              | Floda, Södermanland |                           | 59.073320, 16.334448 | 10032000410001 | Ladda upp en bild av detta fornminne      |
| Floda 43:1                   | Stensättning                     |              | Floda, Södermanland |                           | 59.071216, 16.340676 | 10032000430001 | Ladda upp en bild av detta fornminne      |
| Floda 43:2                   | Stensättning                     |              | Floda, Södermanland |                           | 59.070903, 16.340475 | 10032000430002 | Ladda upp en bild av detta fornminne      |
| Floda 46:1                   | Hög                              |              | Floda, Södermanland |                           | 59.078294, 16.372136 | 10032000460001 | Ladda upp en bild av detta fornminne      |
| Floda 47:1                   | Stensättning                     |              | Floda, Södermanland |                           | 59.076226, 16.372495 | 10032000470001 | Ladda upp en bild av detta fornminne      |
| Floda 47:2                   | Stensättning                     |              | Floda, Södermanland |                           | 59.076017, 16.372750 | 10032000470002 | Ladda upp en bild av detta fornminne      |
| Sö 58 (Floda 51:1)           | Runristning                      |              | Floda, Södermanland | Floda kyrka (urspr. Stav) | 59.066948, 16.362159 | 10032000510001 | Ladda upp en till bild av detta fornminne |
| Floda 52:1                   | Gravfält                         |              | Floda, Södermanland |                           | 59.057811, 16.356654 | 10032000520001 | Ladda upp en bild av detta fornminne      |
| Floda 54:1                   | Stensättning                     |              | Floda, Södermanland |                           | 59.051347, 16.370583 | 10032000540001 | Ladda upp en bild av detta fornminne      |
| Floda 54:2                   | Stensättning                     |              | Floda, Södermanland |                           | 59.051491, 16.370464 | 10032000540002 | Ladda upp en bild av detta fornminne      |
| Floda 62:1                   | Gravfält                         |              | Floda, Södermanland |                           | 59.063828, 16.334380 | 10032000620001 | Ladda upp en bild av detta fornminne      |
| Floda 63:1                   | Gravfält                         |              | Floda, Södermanland |                           | 59.063556, 16.333336 | 10032000630001 | Ladda upp en bild av detta fornminne      |
| Floda 65:1                   | Stensättning                     |              | Floda, Södermanland |                           | 59.062658, 16.345712 | 10032000650001 | Ladda upp en bild av detta fornminne      |
| Floda 67:1                   | Gravfält                         |              | Floda, Södermanland |                           | 59.071756, 16.353050 | 10032000670001 | Ladda upp en bild av detta fornminne      |
| Floda 69:1                   | Gravfält                         |              | Floda, Södermanland |                           | 59.072994, 16.351909 | 10032000690001 | Ladda upp en bild av detta fornminne      |
| Floda 70:1                   | Gravfält                         |              | Floda, Södermanland |                           | 59.081267, 16.346898 | 10032000700001 | Ladda upp en bild av detta fornminne      |
| Floda 73:1                   | Gravfält                         |              | Floda, Södermanland |                           | 59.043245, 16.402128 | 10032000730001 | Ladda upp en bild av detta fornminne      |
| Floda 74:1                   | Stensättning                     |              | Floda, Södermanland |                           | 59.042371, 16.402932 | 10032000740001 | Ladda upp en bild av detta fornminne      |
| Floda 76:1                   | Stensättning                     |              | Floda, Södermanland |                           | 59.039865, 16.391915 | 10032000760001 | Ladda upp en bild av detta fornminne      |
| Floda 77:1                   | Gravfält                         |              | Floda, Södermanland |                           | 59.046372, 16.386592 | 10032000770001 | Ladda upp en bild av detta fornminne      |
| Floda 81:1                   | Stensättning                     |              | Floda, Södermanland |                           | 59.063345, 16.389947 | 10032000810001 | Ladda upp en bild av detta fornminne      |
| Floda 82:1                   | Stensättning                     |              | Floda, Södermanland |                           | 59.061986, 16.386150 | 10032000820001 | Ladda upp en bild av detta fornminne      |
| Floda 84:1                   | Stensättning                     |              | Floda, Södermanland |                           | 59.056605, 16.379610 | 10032000840001 | Ladda upp en bild av detta fornminne      |
| Floda 84:2                   | Stensättning                     |              | Floda, Södermanland |                           | 59.056480, 16.379450 | 10032000840002 | Ladda upp en bild av detta fornminne      |
| Floda 85:1                   | Stensättning                     |              | Floda, Södermanland |                           | 59.050728, 16.376249 | 10032000850001 | Ladda upp en bild av detta fornminne      |
| Floda 86:1                   | Stensättning                     |              | Floda, Södermanland |                           | 59.049807, 16.377116 | 10032000860001 | Ladda upp en bild av detta fornminne      |
| Floda 87:1                   | Stensättning                     |              | Floda, Södermanland |                           | 59.050799, 16.386304 | 10032000870001 | Ladda upp en bild av detta fornminne      |
| Floda 88:1                   | Stensättning                     |              | Floda, Södermanland |                           | 59.051405, 16.389960 | 10032000880001 | Ladda upp en bild av detta fornminne      |
| Floda 91:1                   | Stensättning                     |              | Floda, Södermanland |                           | 59.046687, 16.372130 | 10032000910001 | Ladda upp en bild av detta fornminne      |
| Floda 92:1                   | Stensättning                     |              | Floda, Södermanland |                           | 59.041327, 16.372249 | 10032000920001 | Ladda upp en bild av detta fornminne      |
| Floda 93:1                   | Stensättning                     |              | Floda, Södermanland |                           | 59.036757, 16.357635 | 10032000930001 | Ladda upp en bild av detta fornminne      |
| Floda 93:2                   | Stensättning                     |              | Floda, Södermanland |                           | 59.036522, 16.357944 | 10032000930002 | Ladda upp en bild av detta fornminne      |
| Floda 94:1                   | Gravfält                         |              | Floda, Södermanland |                           | 59.045813, 16.334370 | 10032000940001 | Ladda upp en till bild av detta fornminne |
| Floda 95:1                   | Stensättning                     |              | Floda, Södermanland |                           | 59.044283, 16.337861 | 10032000950001 | Ladda upp en bild av detta fornminne      |
| Floda 95:2                   | Hög                              |              | Floda, Södermanland |                           | 59.044373, 16.337741 | 10032000950002 | Ladda upp en bild av detta fornminne      |
| Floda 95:3                   | Hög                              |              | Floda, Södermanland |                           | 59.044473, 16.337604 | 10032000950003 | Ladda upp en bild av detta fornminne      |
| Floda 96:1                   | Gravfält                         |              | Floda, Södermanland |                           | 59.043369, 16.339518 | 10032000960001 | Ladda upp en bild av detta fornminne      |
| Floda 97:1                   | Gravfält                         |              | Floda, Södermanland |                           | 59.041571, 16.327956 | 10032000970001 | Ladda upp en bild av detta fornminne      |
| Floda 101:1                  | Hög                              |              | Floda, Södermanland |                           | 59.082854, 16.343272 | 10032001010001 | Ladda upp en bild av detta fornminne      |
| Floda 102:1                  | Hög                              |              | Floda, Södermanland |                           | 59.085474, 16.355786 | 10032001020001 | Ladda upp en bild av detta fornminne      |
| Floda 102:2                  | Stensättning                     |              | Floda, Södermanland |                           | 59.085556, 16.355684 | 10032001020002 | Ladda upp en bild av detta fornminne      |
| Floda 102:3                  | Stensättning                     |              | Floda, Södermanland |                           | 59.085365, 16.355923 | 10032001020003 | Ladda upp en bild av detta fornminne      |
| Floda 113:1                  | Stensättning                     |              | Floda, Södermanland |                           | 59.062971, 16.350233 | 10032001130001 | Ladda upp en bild av detta fornminne      |
| Floda 113:2                  | Stensättning                     |              | Floda, Södermanland |                           | 59.063214, 16.350204 | 10032001130002 | Ladda upp en bild av detta fornminne      |
| Floda 116:1                  | Gravfält                         |              | Floda, Södermanland |                           | 59.066884, 16.371909 | 10032001160001 | Ladda upp en bild av detta fornminne      |
| Floda 117:1                  | Stensättning                     |              | Floda, Södermanland |                           | 59.066247, 16.372376 | 10032001170001 | Ladda upp en bild av detta fornminne      |
| Floda 118:1                  | Stensättning                     |              | Floda, Södermanland |                           | 59.063690, 16.389241 | 10032001180001 | Ladda upp en bild av detta fornminne      |
| Floda 119:1                  | Stensättning                     |              | Floda, Södermanland |                           | 59.061442, 16.391227 | 10032001190001 | Ladda upp en bild av detta fornminne      |
| Floda 122:1                  | Stensättning                     |              | Floda, Södermanland |                           | 59.048151, 16.387687 | 10032001220001 | Ladda upp en bild av detta fornminne      |
| Floda 126:1                  | Stensättning                     |              | Floda, Södermanland |                           | 59.050741, 16.401112 | 10032001260001 | Ladda upp en bild av detta fornminne      |
| Floda 126:2                  | Stensättning                     |              | Floda, Södermanland |                           | 59.050662, 16.400797 | 10032001260002 | Ladda upp en bild av detta fornminne      |
| Floda 126:3                  | Stensättning                     |              | Floda, Södermanland |                           | 59.050847, 16.401324 | 10032001260003 | Ladda upp en bild av detta fornminne      |
| Floda 128:1                  | Stensättning                     |              | Floda, Södermanland |                           | 59.040478, 16.373048 | 10032001280001 | Ladda upp en bild av detta fornminne      |
| Floda 136:1                  | Stensättning                     |              | Floda, Södermanland |                           | 59.068305, 16.314824 | 10032001360001 | Ladda upp en bild av detta fornminne      |
| Floda 136:2                  | Stensättning                     |              | Floda, Södermanland |                           | 59.068214, 16.314997 | 10032001360002 | Ladda upp en bild av detta fornminne      |
| Floda 142:1                  | Stensättning                     |              | Floda, Södermanland |                           | 59.063366, 16.348796 | 10032001420001 | Ladda upp en bild av detta fornminne      |
| Floda 143:1                  | Gravfält                         |              | Floda, Södermanland |                           | 59.063021, 16.349217 | 10032001430001 | Ladda upp en bild av detta fornminne      |
| Floda 180:1                  | Stensättning                     |              | Floda, Södermanland |                           | 59.097447, 16.301881 | 10032001800001 | Ladda upp en bild av detta fornminne      |
| Floda 196:1                  | Stensättning                     |              | Floda, Södermanland |                           | 59.084467, 16.417645 | 10032001960001 | Ladda upp en bild av detta fornminne      |
| Floda 219:1                  | Gravfält                         |              | Floda, Södermanland |                           | 59.071691, 16.339760 | 10032002190001 | Ladda upp en bild av detta fornminne      |
| Floda 229:1                  | Stensättning                     |              | Floda, Södermanland |                           | 59.075196, 16.252148 | 10032002290001 | Ladda upp en bild av detta fornminne      |
| Floda 236:1                  | Stensättning                     |              | Floda, Södermanland |                           | 59.157176, 16.381978 | 10032002360001 | Ladda upp en bild av detta fornminne      |
| Floda 237:1                  | Stensättning                     |              | Floda, Södermanland |                           | 59.156406, 16.386522 | 10032002370001 | Ladda upp en bild av detta fornminne      |
| Floda 259:1                  | Stensättning                     |              | Floda, Södermanland |                           | 59.043537, 16.406256 | 10032002590001 | Ladda upp en bild av detta fornminne      |
| Floda 261:1                  | Stensättning                     |              | Floda, Södermanland |                           | 59.043098, 16.367867 | 10032002610001 | Ladda upp en bild av detta fornminne      |

## Julita
| Namn                        | Lämningstyp  | Tillkomsttid | Historisk indelning  | Plats       | Läge                 | ID-nr          | Bild                                      |
| --------------------------- | ------------ | ------------ | -------------------- | ----------- | -------------------- | -------------- | ----------------------------------------- |
| Ringrösan (Julita 6:1)      | Röse         |              | Julita, Södermanland |             | 59.084529, 16.080556 | 10033700060001 | Ladda upp en bild av detta fornminne      |
| Julita 11:1                 | Gravfält     |              | Julita, Södermanland |             | 59.137608, 16.072669 | 10033700110001 | Ladda upp en bild av detta fornminne      |
| Viksberget (Julita 12:1)    | Fornborg     |              | Julita, Södermanland |             | 59.155391, 16.111342 | 10033700120001 | Ladda upp en till bild av detta fornminne |
| Julita 14:1                 | Stensättning |              | Julita, Södermanland |             | 59.159224, 16.093860 | 10033700140001 | Ladda upp en bild av detta fornminne      |
| Julita 15:1                 | Gravfält     |              | Julita, Södermanland |             | 59.158236, 16.073835 | 10033700150001 | Ladda upp en bild av detta fornminne      |
| Julita 16:1                 | Gravfält     |              | Julita, Södermanland |             | 59.152516, 16.078538 | 10033700160001 | Ladda upp en bild av detta fornminne      |
| Julita 18:1                 | Gravfält     |              | Julita, Södermanland |             | 59.146201, 16.073903 | 10033700180001 | Ladda upp en bild av detta fornminne      |
| Julita 19:1                 | Hög          |              | Julita, Södermanland |             | 59.145733, 16.072091 | 10033700190001 | Ladda upp en bild av detta fornminne      |
| Julita 26:1                 | Gravfält     |              | Julita, Södermanland |             | 59.144355, 16.051430 | 10033700260001 | Ladda upp en bild av detta fornminne      |
| Julita 27:1                 | Gravfält     |              | Julita, Södermanland |             | 59.145048, 16.050604 | 10033700270001 | Ladda upp en bild av detta fornminne      |
| Julita 30:1                 | Hög          |              | Julita, Södermanland |             | 59.146864, 16.062192 | 10033700300001 | Ladda upp en bild av detta fornminne      |
| Julita 31:1                 | Gravfält     |              | Julita, Södermanland |             | 59.150160, 16.051237 | 10033700310001 | Ladda upp en bild av detta fornminne      |
| Julita 36:1                 | Kloster      |              | Julita, Södermanland |             | 59.150863, 16.039562 | 10033700360001 | Ladda upp en bild av detta fornminne      |
| Julita 38:1                 | Gravfält     |              | Julita, Södermanland |             | 59.161327, 16.052394 | 10033700380001 | Ladda upp en bild av detta fornminne      |
| Julita 39:1                 | Gravfält     |              | Julita, Södermanland |             | 59.160293, 16.045992 | 10033700390001 | Ladda upp en bild av detta fornminne      |
| Julita 40:1                 | Gravfält     |              | Julita, Södermanland |             | 59.158801, 16.036866 | 10033700400001 | Ladda upp en bild av detta fornminne      |
| Julita 41:1                 | Stensättning |              | Julita, Södermanland |             | 59.159396, 16.029175 | 10033700410001 | Ladda upp en bild av detta fornminne      |
| Julita 42:1                 | Gravfält     |              | Julita, Södermanland |             | 59.158330, 16.024678 | 10033700420001 | Ladda upp en bild av detta fornminne      |
| Julita 52:1                 | Röse         |              | Julita, Södermanland |             | 59.169716, 16.143921 | 10033700520001 | Ladda upp en bild av detta fornminne      |
| Julita 54:1                 | Gravfält     |              | Julita, Södermanland |             | 59.169161, 16.151197 | 10033700540001 | Ladda upp en bild av detta fornminne      |
| Julita 56:1                 | Stensättning |              | Julita, Södermanland |             | 59.169471, 16.153566 | 10033700560001 | Ladda upp en bild av detta fornminne      |
| Julita 56:2                 | Stensättning |              | Julita, Södermanland |             | 59.169427, 16.153373 | 10033700560002 | Ladda upp en bild av detta fornminne      |
| Julita 56:3                 | Stensättning |              | Julita, Södermanland |             | 59.169778, 16.153117 | 10033700560003 | Ladda upp en bild av detta fornminne      |
| Julita 57:1                 | Stensättning |              | Julita, Södermanland |             | 59.168007, 16.151896 | 10033700570001 | Ladda upp en bild av detta fornminne      |
| Julita 62:1                 | Stensättning |              | Julita, Södermanland |             | 59.188076, 16.110463 | 10033700620001 | Ladda upp en bild av detta fornminne      |
| Risinge skola (Julita 64:1) | Gravfält     |              | Julita, Södermanland |             | 59.161262, 16.078483 | 10033700640001 | Ladda upp en bild av detta fornminne      |
| Julita 65:1                 | Stensättning |              | Julita, Södermanland |             | 59.164731, 16.081732 | 10033700650001 | Ladda upp en bild av detta fornminne      |
| Julita 65:2                 | Stensättning |              | Julita, Södermanland |             | 59.164686, 16.081847 | 10033700650002 | Ladda upp en bild av detta fornminne      |
| Julita 66:1                 | Stensättning |              | Julita, Södermanland |             | 59.164048, 16.088059 | 10033700660001 | Ladda upp en bild av detta fornminne      |
| Julita 67:1                 | Stensättning |              | Julita, Södermanland |             | 59.173479, 16.088777 | 10033700670001 | Ladda upp en bild av detta fornminne      |
| Julita 71:1                 | Röse         |              | Julita, Södermanland |             | 59.182198, 16.163676 | 10033700710001 | Ladda upp en bild av detta fornminne      |
| Julita 72:1                 | Röse         |              | Julita, Södermanland |             | 59.174548, 16.158638 | 10033700720001 | Ladda upp en bild av detta fornminne      |
| Julita 73:1                 | Stensättning |              | Julita, Södermanland |             | 59.170235, 16.160301 | 10033700730001 | Ladda upp en bild av detta fornminne      |
| Julita 79:1                 | Gravfält     |              | Julita, Södermanland |             | 59.171677, 16.060001 | 10033700790001 | Ladda upp en bild av detta fornminne      |
| Julita 83:1                 | Stensättning |              | Julita, Södermanland |             | 59.162700, 15.991969 | 10033700830001 | Ladda upp en bild av detta fornminne      |
| Julita 83:2                 | Stensättning |              | Julita, Södermanland |             | 59.162590, 15.991950 | 10033700830002 | Ladda upp en bild av detta fornminne      |
| Julita 83:3                 | Stensättning |              | Julita, Södermanland |             | 59.162594, 15.992173 | 10033700830003 | Ladda upp en bild av detta fornminne      |
| Julita 83:4                 | Stensättning |              | Julita, Södermanland |             | 59.162690, 15.992254 | 10033700830004 | Ladda upp en bild av detta fornminne      |
| Julita 84:1                 | Stensättning |              | Julita, Södermanland |             | 59.164500, 15.990765 | 10033700840001 | Ladda upp en bild av detta fornminne      |
| Julita 84:2                 | Stensättning |              | Julita, Södermanland |             | 59.164587, 15.990827 | 10033700840002 | Ladda upp en bild av detta fornminne      |
| Julita 84:3                 | Stensättning |              | Julita, Södermanland |             | 59.164552, 15.990968 | 10033700840003 | Ladda upp en bild av detta fornminne      |
| Julita 91:1                 | Gravfält     |              | Julita, Södermanland |             | 59.162167, 16.111466 | 10033700910001 | Ladda upp en bild av detta fornminne      |
| Sö Fv1973;189 (Julita 94:1) | Runristning  |              | Julita, Södermanland | Julita gård | 59.150506, 16.039336 | 10033700940001 | Ladda upp en bild av detta fornminne      |
| Julita 105:1                | Stensättning |              | Julita, Södermanland |             | 59.164088, 16.004637 | 10033701050001 | Ladda upp en bild av detta fornminne      |
| Julita 105:2                | Stensättning |              | Julita, Södermanland |             | 59.164313, 16.004127 | 10033701050002 | Ladda upp en bild av detta fornminne      |
| Julita 105:3                | Stensättning |              | Julita, Södermanland |             | 59.164388, 16.003292 | 10033701050003 | Ladda upp en bild av detta fornminne      |
| Julita 106:1                | Stensättning |              | Julita, Södermanland |             | 59.161897, 15.993407 | 10033701060001 | Ladda upp en bild av detta fornminne      |
| Julita 107:1                | Stensättning |              | Julita, Södermanland |             | 59.160373, 15.995291 | 10033701070001 | Ladda upp en bild av detta fornminne      |
| Julita 108:1                | Stensättning |              | Julita, Södermanland |             | 59.160600, 15.996225 | 10033701080001 | Ladda upp en bild av detta fornminne      |
| Julita 125:1                | Stensättning |              | Julita, Södermanland |             | 59.162561, 15.985317 | 10033701250001 | Ladda upp en bild av detta fornminne      |
| Julita 125:2                | Stensättning |              | Julita, Södermanland |             | 59.162337, 15.985324 | 10033701250002 | Ladda upp en bild av detta fornminne      |
| Julita 130:1                | Stensättning |              | Julita, Södermanland |             | 59.160544, 16.017484 | 10033701300001 | Ladda upp en bild av detta fornminne      |
| Julita 141:1                | Stensättning |              | Julita, Södermanland |             | 59.173817, 16.045398 | 10033701410001 | Ladda upp en bild av detta fornminne      |
| Julita 141:2                | Stensättning |              | Julita, Södermanland |             | 59.173966, 16.045103 | 10033701410002 | Ladda upp en bild av detta fornminne      |
| Julita 165:1                | Stensättning |              | Julita, Södermanland |             | 59.170653, 16.143291 | 10033701650001 | Ladda upp en bild av detta fornminne      |
| Julita 165:2                | Stensättning |              | Julita, Södermanland |             | 59.171068, 16.142984 | 10033701650002 | Ladda upp en bild av detta fornminne      |
| Julita 166:1                | Röse         |              | Julita, Södermanland |             | 59.170989, 16.144329 | 10033701660001 | Ladda upp en bild av detta fornminne      |
| Julita 167:1                | Stensättning |              | Julita, Södermanland |             | 59.172937, 16.144365 | 10033701670001 | Ladda upp en bild av detta fornminne      |
| Julita 183:1                | Stensättning |              | Julita, Södermanland |             | 59.170387, 16.167832 | 10033701830001 | Ladda upp en bild av detta fornminne      |
| Julita 184:1                | Stensättning |              | Julita, Södermanland |             | 59.166962, 16.158842 | 10033701840001 | Ladda upp en bild av detta fornminne      |
| Julita 184:2                | Stensättning |              | Julita, Södermanland |             | 59.167161, 16.158195 | 10033701840002 | Ladda upp en bild av detta fornminne      |

## Katrineholm
| Namn                                 | Lämningstyp                      | Tillkomsttid | Historisk indelning       | Plats | Läge                 | ID-nr          | Bild                                      |
| ------------------------------------ | -------------------------------- | ------------ | ------------------------- | ----- | -------------------- | -------------- | ----------------------------------------- |
| Mogetorpsboplatsen (Katrineholm 1:2) | Husgrund, förhistorisk/medeltida |              | Katrineholm, Södermanland |       | 59.001785, 16.154984 | 10033900010002 | Ladda upp en till bild av detta fornminne |
| Katrineholm 6:1                      | Gravfält                         |              | Katrineholm, Södermanland |       | 58.976440, 16.217769 | 10033900060001 | Ladda upp en bild av detta fornminne      |

## Lerbo
| Namn                       | Lämningstyp      | Tillkomsttid | Historisk indelning | Plats  | Läge                 | ID-nr          | Bild                                      |
| -------------------------- | ---------------- | ------------ | ------------------- | ------ | -------------------- | -------------- | ----------------------------------------- |
| Lerbo 1:1                  | Stensättning     |              | Lerbo, Södermanland |        | 58.995818, 16.487111 | 10034400010001 | Ladda upp en bild av detta fornminne      |
| Lerbo 1:2                  | Stensättning     |              | Lerbo, Södermanland |        | 58.995665, 16.487210 | 10034400010002 | Ladda upp en bild av detta fornminne      |
| Lerbo 2:1                  | Stensättning     |              | Lerbo, Södermanland |        | 58.994403, 16.489619 | 10034400020001 | Ladda upp en bild av detta fornminne      |
| Lerbo 3:1                  | Stensättning     |              | Lerbo, Södermanland |        | 58.993811, 16.488641 | 10034400030001 | Ladda upp en bild av detta fornminne      |
| Lerbo 4:1                  | Stensättning     |              | Lerbo, Södermanland |        | 58.994366, 16.486920 | 10034400040001 | Ladda upp en bild av detta fornminne      |
| Lerbo 5:1                  | Stensättning     |              | Lerbo, Södermanland |        | 58.994501, 16.480174 | 10034400050001 | Ladda upp en bild av detta fornminne      |
| Lerbo 6:1                  | Stensättning     |              | Lerbo, Södermanland |        | 58.995166, 16.479223 | 10034400060001 | Ladda upp en bild av detta fornminne      |
| Lerbo 6:2                  | Stensättning     |              | Lerbo, Södermanland |        | 58.995273, 16.479244 | 10034400060002 | Ladda upp en bild av detta fornminne      |
| Lerbo 7:1                  | Stensättning     |              | Lerbo, Södermanland |        | 58.995408, 16.477335 | 10034400070001 | Ladda upp en bild av detta fornminne      |
| Lerbo 8:1                  | Stensättning     |              | Lerbo, Södermanland |        | 58.993467, 16.489812 | 10034400080001 | Ladda upp en bild av detta fornminne      |
| Lerbo 8:2                  | Stensättning     |              | Lerbo, Södermanland |        | 58.993262, 16.489700 | 10034400080002 | Ladda upp en bild av detta fornminne      |
| Lerbo 8:3                  | Stensättning     |              | Lerbo, Södermanland |        | 58.993001, 16.489760 | 10034400080003 | Ladda upp en bild av detta fornminne      |
| Lerbo 9:1                  | Stensättning     |              | Lerbo, Södermanland |        | 58.994793, 16.481629 | 10034400090001 | Ladda upp en bild av detta fornminne      |
| Lerbo 10:1                 | Stensättning     |              | Lerbo, Södermanland |        | 58.991190, 16.483798 | 10034400100001 | Ladda upp en bild av detta fornminne      |
| Lerbo 11:1                 | Stensättning     |              | Lerbo, Södermanland |        | 58.987265, 16.489626 | 10034400110001 | Ladda upp en bild av detta fornminne      |
| Lerbo 11:2                 | Hög              |              | Lerbo, Södermanland |        | 58.987159, 16.489501 | 10034400110002 | Ladda upp en bild av detta fornminne      |
| Lerbo 11:3                 | Hög              |              | Lerbo, Södermanland |        | 58.987050, 16.489601 | 10034400110003 | Ladda upp en bild av detta fornminne      |
| Sö 62 (Lerbo 11:4)         | Runristning      |              | Lerbo, Södermanland | Hässlö | 58.987050, 16.489601 | 10034400110004 | Ladda upp en till bild av detta fornminne |
| Lerbo 12:1                 | Gravfält         |              | Lerbo, Södermanland |        | 58.986056, 16.488522 | 10034400120001 | Ladda upp en bild av detta fornminne      |
| Lerbo 13:1                 | Stensättning     |              | Lerbo, Södermanland |        | 58.989852, 16.489544 | 10034400130001 | Ladda upp en bild av detta fornminne      |
| Lerbo 14:1                 | Gravfält         |              | Lerbo, Södermanland |        | 58.984042, 16.526993 | 10034400140001 | Ladda upp en bild av detta fornminne      |
| Lerbo 15:1                 | Stensättning     |              | Lerbo, Södermanland |        | 58.983470, 16.526730 | 10034400150001 | Ladda upp en bild av detta fornminne      |
| Lerbo 15:2                 | Stensättning     |              | Lerbo, Södermanland |        | 58.983394, 16.527040 | 10034400150002 | Ladda upp en bild av detta fornminne      |
| Lerbo 16:1                 | Stensättning     |              | Lerbo, Södermanland |        | 58.984472, 16.522942 | 10034400160001 | Ladda upp en bild av detta fornminne      |
| Lerbo 16:2                 | Stensättning     |              | Lerbo, Södermanland |        | 58.984859, 16.522853 | 10034400160002 | Ladda upp en bild av detta fornminne      |
| Lerbo 16:3                 | Stensättning     |              | Lerbo, Södermanland |        | 58.984908, 16.522472 | 10034400160003 | Ladda upp en bild av detta fornminne      |
| Lerbo 17:1                 | Hög              |              | Lerbo, Södermanland |        | 58.987728, 16.506573 | 10034400170001 | Ladda upp en bild av detta fornminne      |
| Lerbo 17:2                 | Hög              |              | Lerbo, Södermanland |        | 58.987609, 16.506760 | 10034400170002 | Ladda upp en bild av detta fornminne      |
| Lerbo 18:1                 | Stensättning     |              | Lerbo, Södermanland |        | 58.989422, 16.499741 | 10034400180001 | Ladda upp en bild av detta fornminne      |
| Lerbo 19:1                 | Stensättning     |              | Lerbo, Södermanland |        | 58.987052, 16.505050 | 10034400190001 | Ladda upp en bild av detta fornminne      |
| Lerbo 19:2                 | Stensättning     |              | Lerbo, Södermanland |        | 58.986869, 16.505338 | 10034400190002 | Ladda upp en bild av detta fornminne      |
| Lerbo 19:3                 | Stensättning     |              | Lerbo, Södermanland |        | 58.986946, 16.505707 | 10034400190003 | Ladda upp en bild av detta fornminne      |
| Lerbo 19:4                 | Stensättning     |              | Lerbo, Södermanland |        | 58.987321, 16.505113 | 10034400190004 | Ladda upp en bild av detta fornminne      |
| Lerbo 20:1                 | Stensättning     |              | Lerbo, Södermanland |        | 58.984832, 16.517805 | 10034400200001 | Ladda upp en bild av detta fornminne      |
| Lerbo 21:1                 | Stensättning     |              | Lerbo, Södermanland |        | 58.984660, 16.519643 | 10034400210001 | Ladda upp en bild av detta fornminne      |
| Lerbo 22:1                 | Stensättning     |              | Lerbo, Södermanland |        | 58.985122, 16.508280 | 10034400220001 | Ladda upp en bild av detta fornminne      |
| Lerbo 24:1                 | Gravfält         |              | Lerbo, Södermanland |        | 58.977598, 16.513137 | 10034400240001 | Ladda upp en bild av detta fornminne      |
| Lerbo 25:1                 | Gravfält         |              | Lerbo, Södermanland |        | 58.996292, 16.466258 | 10034400250001 | Ladda upp en bild av detta fornminne      |
| Lerbo 26:1                 | Gravfält         |              | Lerbo, Södermanland |        | 58.996270, 16.464335 | 10034400260001 | Ladda upp en bild av detta fornminne      |
| Lerbo 27:1                 | Gravfält         |              | Lerbo, Södermanland |        | 58.996254, 16.461871 | 10034400270001 | Ladda upp en bild av detta fornminne      |
| Kesebroberget (Lerbo 28:1) | Fornborg         |              | Lerbo, Södermanland |        | 58.997098, 16.459646 | 10034400280001 | Ladda upp en bild av detta fornminne      |
| Lerbo 31:1                 | Stensättning     |              | Lerbo, Södermanland |        | 58.998134, 16.471010 | 10034400310001 | Ladda upp en bild av detta fornminne      |
| Lerbo 31:2                 | Stensättning     |              | Lerbo, Södermanland |        | 58.998268, 16.471067 | 10034400310002 | Ladda upp en bild av detta fornminne      |
| Lerbo 32:1                 | Hög              |              | Lerbo, Södermanland |        | 58.990495, 16.460235 | 10034400320001 | Ladda upp en bild av detta fornminne      |
| Lerbo 33:1                 | Stensättning     |              | Lerbo, Södermanland |        | 58.992203, 16.458049 | 10034400330001 | Ladda upp en bild av detta fornminne      |
| Lerbo 33:2                 | Stensättning     |              | Lerbo, Södermanland |        | 58.992311, 16.458036 | 10034400330002 | Ladda upp en bild av detta fornminne      |
| Lerbo 34:1                 | Stensättning     |              | Lerbo, Södermanland |        | 58.992692, 16.454691 | 10034400340001 | Ladda upp en bild av detta fornminne      |
| Lerbo 34:2                 | Stensättning     |              | Lerbo, Södermanland |        | 58.992586, 16.454531 | 10034400340002 | Ladda upp en bild av detta fornminne      |
| Lerbo 35:1                 | Gravfält         |              | Lerbo, Södermanland |        | 58.994476, 16.447458 | 10034400350001 | Ladda upp en bild av detta fornminne      |
| Lerbo 36:1                 | Gravfält         |              | Lerbo, Södermanland |        | 58.994109, 16.448792 | 10034400360001 | Ladda upp en bild av detta fornminne      |
| Lerbo 37:1                 | Gravfält         |              | Lerbo, Södermanland |        | 58.996813, 16.453459 | 10034400370001 | Ladda upp en bild av detta fornminne      |
| Lerbo 38:1                 | Stensättning     |              | Lerbo, Södermanland |        | 58.994701, 16.420431 | 10034400380001 | Ladda upp en bild av detta fornminne      |
| Lerbo 39:1                 | Stensättning     |              | Lerbo, Södermanland |        | 58.994955, 16.432097 | 10034400390001 | Ladda upp en bild av detta fornminne      |
| Lerbo 40:1                 | Stensättning     |              | Lerbo, Södermanland |        | 58.990607, 16.445242 | 10034400400001 | Ladda upp en bild av detta fornminne      |
| Lerbo 40:2                 | Stensättning     |              | Lerbo, Södermanland |        | 58.990578, 16.445432 | 10034400400002 | Ladda upp en bild av detta fornminne      |
| Lerbo 40:3                 | Stensättning     |              | Lerbo, Södermanland |        | 58.990531, 16.445639 | 10034400400003 | Ladda upp en bild av detta fornminne      |
| Lerbo 40:4                 | Stensättning     |              | Lerbo, Södermanland |        | 58.990484, 16.445916 | 10034400400004 | Ladda upp en bild av detta fornminne      |
| Lerbo 41:1                 | Stensättning     |              | Lerbo, Södermanland |        | 58.987605, 16.444635 | 10034400410001 | Ladda upp en bild av detta fornminne      |
| Lerbo 42:1                 | Gravfält         |              | Lerbo, Södermanland |        | 58.981862, 16.449449 | 10034400420001 | Ladda upp en bild av detta fornminne      |
| Lerbo 43:1                 | Gravfält         |              | Lerbo, Södermanland |        | 58.983154, 16.438154 | 10034400430001 | Ladda upp en bild av detta fornminne      |
| Lerbo 44:1                 | Gravfält         |              | Lerbo, Södermanland |        | 58.982832, 16.432002 | 10034400440001 | Ladda upp en bild av detta fornminne      |
| Lerbo 48:1                 | Gravfält         |              | Lerbo, Södermanland |        | 58.980694, 16.417718 | 10034400480001 | Ladda upp en bild av detta fornminne      |
| Lerbo 49:1                 | Gravfält         |              | Lerbo, Södermanland |        | 58.991218, 16.407772 | 10034400490001 | Ladda upp en bild av detta fornminne      |
| Lerbo 50:1                 | Stensättning     |              | Lerbo, Södermanland |        | 58.994341, 16.396174 | 10034400500001 | Ladda upp en bild av detta fornminne      |
| Lerbo 50:2                 | Stensättning     |              | Lerbo, Södermanland |        | 58.994109, 16.395872 | 10034400500002 | Ladda upp en bild av detta fornminne      |
| Lerbo 51:1                 | Gravfält         |              | Lerbo, Södermanland |        | 58.992967, 16.390748 | 10034400510001 | Ladda upp en bild av detta fornminne      |
| Lerbo 52:1                 | Gravfält         |              | Lerbo, Södermanland |        | 58.994473, 16.401246 | 10034400520001 | Ladda upp en bild av detta fornminne      |
| Lerbo 53:1                 | Gravfält         |              | Lerbo, Södermanland |        | 58.990949, 16.399933 | 10034400530001 | Ladda upp en bild av detta fornminne      |
| Lerbo 54:1                 | Stensättning     |              | Lerbo, Södermanland |        | 58.989660, 16.402443 | 10034400540001 | Ladda upp en bild av detta fornminne      |
| Lerbo 55:1                 | Gravfält         |              | Lerbo, Södermanland |        | 58.981107, 16.413839 | 10034400550001 | Ladda upp en bild av detta fornminne      |
| Lerbo 56:1                 | Gravfält         |              | Lerbo, Södermanland |        | 58.998696, 16.399425 | 10034400560001 | Ladda upp en bild av detta fornminne      |
| Lerbo 57:1                 | Stensättning     |              | Lerbo, Södermanland |        | 58.981178, 16.383989 | 10034400570001 | Ladda upp en bild av detta fornminne      |
| Lerbo 58:1                 | Hög              |              | Lerbo, Södermanland |        | 58.980909, 16.406539 | 10034400580001 | Ladda upp en bild av detta fornminne      |
| Lerbo 58:2                 | Stensättning     |              | Lerbo, Södermanland |        | 58.980961, 16.406784 | 10034400580002 | Ladda upp en bild av detta fornminne      |
| Lerbo 59:1                 | Hög              |              | Lerbo, Södermanland |        | 58.976925, 16.427434 | 10034400590001 | Ladda upp en bild av detta fornminne      |
| Lerbo 60:1                 | Gravfält         |              | Lerbo, Södermanland |        | 58.972393, 16.423271 | 10034400600001 | Ladda upp en bild av detta fornminne      |
| Lerbo 61:1                 | Gravfält         |              | Lerbo, Södermanland |        | 58.972040, 16.422498 | 10034400610001 | Ladda upp en bild av detta fornminne      |
| Lerbo 62:1                 | Gravfält         |              | Lerbo, Södermanland |        | 58.974738, 16.434843 | 10034400620001 | Ladda upp en bild av detta fornminne      |
| Lerbo 63:1                 | Stensättning     |              | Lerbo, Södermanland |        | 58.967923, 16.428548 | 10034400630001 | Ladda upp en bild av detta fornminne      |
| Lerbo 64:1                 | Gravfält         |              | Lerbo, Södermanland |        | 58.970235, 16.415186 | 10034400640001 | Ladda upp en bild av detta fornminne      |
| Lerbo 65:1                 | Hög              |              | Lerbo, Södermanland |        | 58.981421, 16.459938 | 10034400650001 | Ladda upp en bild av detta fornminne      |
| Lerbo 65:2                 | Hög              |              | Lerbo, Södermanland |        | 58.981531, 16.459681 | 10034400650002 | Ladda upp en bild av detta fornminne      |
| Lerbo 66:1                 | Gravfält         |              | Lerbo, Södermanland |        | 58.981215, 16.465118 | 10034400660001 | Ladda upp en bild av detta fornminne      |
| Lerbo 67:1                 | Stensättning     |              | Lerbo, Södermanland |        | 58.971746, 16.456064 | 10034400670001 | Ladda upp en bild av detta fornminne      |
| Lerbo 67:2                 | Stensättning     |              | Lerbo, Södermanland |        | 58.971637, 16.456128 | 10034400670002 | Ladda upp en bild av detta fornminne      |
| Lerbo 68:1                 | Stensättning     |              | Lerbo, Södermanland |        | 58.973725, 16.456435 | 10034400680001 | Ladda upp en bild av detta fornminne      |
| Lerbo 69:1                 | Stensättning     |              | Lerbo, Södermanland |        | 58.974652, 16.456983 | 10034400690001 | Ladda upp en bild av detta fornminne      |
| Lerbo 70:1                 | Stensättning     |              | Lerbo, Södermanland |        | 58.966236, 16.456447 | 10034400700001 | Ladda upp en bild av detta fornminne      |
| Lerbo 71:1                 | Stensättning     |              | Lerbo, Södermanland |        | 58.978940, 16.448801 | 10034400710001 | Ladda upp en bild av detta fornminne      |
| Lerbo 71:2                 | Stensättning     |              | Lerbo, Södermanland |        | 58.979074, 16.448790 | 10034400710002 | Ladda upp en bild av detta fornminne      |
| Lerbo 71:3                 | Stensättning     |              | Lerbo, Södermanland |        | 58.979185, 16.448534 | 10034400710003 | Ladda upp en bild av detta fornminne      |
| Lerbo 72:1                 | Stensättning     |              | Lerbo, Södermanland |        | 58.978081, 16.469825 | 10034400720001 | Ladda upp en bild av detta fornminne      |
| Lerbo 72:2                 | Stensättning     |              | Lerbo, Södermanland |        | 58.978086, 16.469460 | 10034400720002 | Ladda upp en bild av detta fornminne      |
| Lerbo 73:1                 | Gravfält         |              | Lerbo, Södermanland |        | 58.979086, 16.473325 | 10034400730001 | Ladda upp en bild av detta fornminne      |
| Lerbo 74:1                 | Stensättning     |              | Lerbo, Södermanland |        | 58.978881, 16.469776 | 10034400740001 | Ladda upp en bild av detta fornminne      |
| Lerbo 75:1                 | Stensättning     |              | Lerbo, Södermanland |        | 58.981420, 16.495385 | 10034400750001 | Ladda upp en bild av detta fornminne      |
| Lerbo 76:1                 | Gravfält         |              | Lerbo, Södermanland |        | 58.979704, 16.493637 | 10034400760001 | Ladda upp en bild av detta fornminne      |
| Lerbo 77:1                 | Stensättning     |              | Lerbo, Södermanland |        | 58.975384, 16.491177 | 10034400770001 | Ladda upp en bild av detta fornminne      |
| Lerbo 78:1                 | Stensättning     |              | Lerbo, Södermanland |        | 58.974539, 16.484910 | 10034400780001 | Ladda upp en bild av detta fornminne      |
| Lerbo 79:1                 | Stensättning     |              | Lerbo, Södermanland |        | 58.973457, 16.484055 | 10034400790001 | Ladda upp en bild av detta fornminne      |
| Lerbo 80:1                 | Stensättning     |              | Lerbo, Södermanland |        | 58.969741, 16.482291 | 10034400800001 | Ladda upp en bild av detta fornminne      |
| Lerbo 81:1                 | Stensättning     |              | Lerbo, Södermanland |        | 58.971302, 16.486668 | 10034400810001 | Ladda upp en bild av detta fornminne      |
| Lerbo 81:2                 | Stensättning     |              | Lerbo, Södermanland |        | 58.970951, 16.486720 | 10034400810002 | Ladda upp en bild av detta fornminne      |
| Lerbo 82:1                 | Stensättning     |              | Lerbo, Södermanland |        | 58.971967, 16.492178 | 10034400820001 | Ladda upp en bild av detta fornminne      |
| Lerbo 82:2                 | Stensättning     |              | Lerbo, Södermanland |        | 58.971946, 16.492420 | 10034400820002 | Ladda upp en bild av detta fornminne      |
| Lerbo 83:1                 | Gravfält         |              | Lerbo, Södermanland |        | 58.961984, 16.481520 | 10034400830001 | Ladda upp en bild av detta fornminne      |
| Lerbo 84:1                 | Stensättning     |              | Lerbo, Södermanland |        | 58.951773, 16.492997 | 10034400840001 | Ladda upp en bild av detta fornminne      |
| Lerbo 85:1                 | Stensättning     |              | Lerbo, Södermanland |        | 58.950595, 16.498859 | 10034400850001 | Ladda upp en bild av detta fornminne      |
| Lerbo 86:1                 | Stensättning     |              | Lerbo, Södermanland |        | 58.946286, 16.510627 | 10034400860001 | Ladda upp en bild av detta fornminne      |
| Lerbo 87:1                 | Stensättning     |              | Lerbo, Södermanland |        | 58.946007, 16.509273 | 10034400870001 | Ladda upp en bild av detta fornminne      |
| Lerbo 88:1                 | Gravfält         |              | Lerbo, Södermanland |        | 58.946894, 16.426554 | 10034400880001 | Ladda upp en bild av detta fornminne      |
| Lerbo 89:1                 | Gravfält         |              | Lerbo, Södermanland |        | 58.947750, 16.432991 | 10034400890001 | Ladda upp en bild av detta fornminne      |
| Lerbo 90:1                 | Gravfält         |              | Lerbo, Södermanland |        | 58.946644, 16.436530 | 10034400900001 | Ladda upp en bild av detta fornminne      |
| Lerbo 91:1                 | Stensättning     |              | Lerbo, Södermanland |        | 58.947579, 16.442479 | 10034400910001 | Ladda upp en bild av detta fornminne      |
| Lerbo 91:2                 | Stensättning     |              | Lerbo, Södermanland |        | 58.947533, 16.442634 | 10034400910002 | Ladda upp en bild av detta fornminne      |
| Lerbo 92:1                 | Stensättning     |              | Lerbo, Södermanland |        | 58.944948, 16.445917 | 10034400920001 | Ladda upp en bild av detta fornminne      |
| Lerbo 93:1                 | Stensättning     |              | Lerbo, Södermanland |        | 58.991036, 16.496250 | 10034400930001 | Ladda upp en bild av detta fornminne      |
| Lerbo 94:1                 | Stensättning     |              | Lerbo, Södermanland |        | 58.986678, 16.499399 | 10034400940001 | Ladda upp en bild av detta fornminne      |
| Lerbo 95:1                 | Stensättning     |              | Lerbo, Södermanland |        | 58.987086, 16.496143 | 10034400950001 | Ladda upp en bild av detta fornminne      |
| Lerbo 95:2                 | Stensättning     |              | Lerbo, Södermanland |        | 58.986969, 16.496261 | 10034400950002 | Ladda upp en bild av detta fornminne      |
| Lerbo 95:3                 | Stensättning     |              | Lerbo, Södermanland |        | 58.986980, 16.496905 | 10034400950003 | Ladda upp en bild av detta fornminne      |
| Lerbo 96:1                 | Gravfält         |              | Lerbo, Södermanland |        | 58.985464, 16.498643 | 10034400960001 | Ladda upp en bild av detta fornminne      |
| Lerbo 97:1                 | Gravfält         |              | Lerbo, Södermanland |        | 58.984295, 16.500244 | 10034400970001 | Ladda upp en bild av detta fornminne      |
| Lerbo 98:1                 | Stensättning     |              | Lerbo, Södermanland |        | 58.983958, 16.501238 | 10034400980001 | Ladda upp en bild av detta fornminne      |
| Lerbo 99:1                 | Stensättning     |              | Lerbo, Södermanland |        | 58.986667, 16.502372 | 10034400990001 | Ladda upp en bild av detta fornminne      |
| Lerbo 99:2                 | Stensättning     |              | Lerbo, Södermanland |        | 58.986732, 16.502183 | 10034400990002 | Ladda upp en bild av detta fornminne      |
| Lerbo 99:3                 | Stensättning     |              | Lerbo, Södermanland |        | 58.986592, 16.502682 | 10034400990003 | Ladda upp en bild av detta fornminne      |
| Lerbo 100:1                | Gravfält         |              | Lerbo, Södermanland |        | 58.981400, 16.503832 | 10034401000001 | Ladda upp en bild av detta fornminne      |
| Lerbo 101:1                | Röse             |              | Lerbo, Södermanland |        | 58.985223, 16.500443 | 10034401010001 | Ladda upp en bild av detta fornminne      |
| Lerbo 102:1                | Stensättning     |              | Lerbo, Södermanland |        | 59.000644, 16.369642 | 10034401020001 | Ladda upp en bild av detta fornminne      |
| Lerbo 102:2                | Stensättning     |              | Lerbo, Södermanland |        | 59.000637, 16.369398 | 10034401020002 | Ladda upp en bild av detta fornminne      |
| Lerbo 103:1                | Stensättning     |              | Lerbo, Södermanland |        | 59.000369, 16.366780 | 10034401030001 | Ladda upp en bild av detta fornminne      |
| Lerbo 103:2                | Stensättning     |              | Lerbo, Södermanland |        | 59.000279, 16.366813 | 10034401030002 | Ladda upp en bild av detta fornminne      |
| Lerbo 103:3                | Stensättning     |              | Lerbo, Södermanland |        | 59.000211, 16.366237 | 10034401030003 | Ladda upp en bild av detta fornminne      |
| Lerbo 103:4                | Stensättning     |              | Lerbo, Södermanland |        | 59.000311, 16.366031 | 10034401030004 | Ladda upp en bild av detta fornminne      |
| Lerbo 104:1                | Stensättning     |              | Lerbo, Södermanland |        | 59.000644, 16.364717 | 10034401040001 | Ladda upp en bild av detta fornminne      |
| Lerbo 105:1                | Stensättning     |              | Lerbo, Södermanland |        | 58.979652, 16.402692 | 10034401050001 | Ladda upp en bild av detta fornminne      |
| Lerbo 106:1                | Gravfält         |              | Lerbo, Södermanland |        | 59.004759, 16.381703 | 10034401060001 | Ladda upp en bild av detta fornminne      |
| Lerbo 107:1                | Gravfält         |              | Lerbo, Södermanland |        | 58.965831, 16.419889 | 10034401070001 | Ladda upp en bild av detta fornminne      |
| Lerbo 108:1                | Hög              |              | Lerbo, Södermanland |        | 58.957013, 16.488242 | 10034401080001 | Ladda upp en bild av detta fornminne      |
| Lerbo 108:2                | Hög              |              | Lerbo, Södermanland |        | 58.957009, 16.488590 | 10034401080002 | Ladda upp en bild av detta fornminne      |
| Lerbo 109:1                | Fornborg         |              | Lerbo, Södermanland |        | 58.955662, 16.455933 | 10034401090001 | Ladda upp en bild av detta fornminne      |
| Lerbo 110:1                | Stensättning     |              | Lerbo, Södermanland |        | 58.977099, 16.430069 | 10034401100001 | Ladda upp en bild av detta fornminne      |
| Lerbo 110:2                | Stensättning     |              | Lerbo, Södermanland |        | 58.977111, 16.429843 | 10034401100002 | Ladda upp en bild av detta fornminne      |
| Lerbo 112:1                | Stensättning     |              | Lerbo, Södermanland |        | 58.998168, 16.477937 | 10034401120001 | Ladda upp en bild av detta fornminne      |
| Lerbo 114:1                | Stensättning     |              | Lerbo, Södermanland |        | 59.001145, 16.348965 | 10034401140001 | Ladda upp en bild av detta fornminne      |
| Lerbo 114:2                | Stensättning     |              | Lerbo, Södermanland |        | 59.001028, 16.348961 | 10034401140002 | Ladda upp en bild av detta fornminne      |
| Lerbo 115:1                | Stensättning     |              | Lerbo, Södermanland |        | 59.001671, 16.348144 | 10034401150001 | Ladda upp en bild av detta fornminne      |
| Lerbo 115:2                | Stensättning     |              | Lerbo, Södermanland |        | 59.001571, 16.348367 | 10034401150002 | Ladda upp en bild av detta fornminne      |
| Lerbo 115:3                | Stensättning     |              | Lerbo, Södermanland |        | 59.001497, 16.348609 | 10034401150003 | Ladda upp en bild av detta fornminne      |
| Lerbo 120:1                | Stensättning     |              | Lerbo, Södermanland |        | 58.980221, 16.448939 | 10034401200001 | Ladda upp en bild av detta fornminne      |
| Lerbo 120:2                | Stensättning     |              | Lerbo, Södermanland |        | 58.980184, 16.449077 | 10034401200002 | Ladda upp en bild av detta fornminne      |
| Lerbo 122:1                | Stensättning     |              | Lerbo, Södermanland |        | 58.977981, 16.446478 | 10034401220001 | Ladda upp en bild av detta fornminne      |
| Lerbo 122:2                | Stensättning     |              | Lerbo, Södermanland |        | 58.978299, 16.446910 | 10034401220002 | Ladda upp en bild av detta fornminne      |
| Lerbo 125:1                | Gravfält         |              | Lerbo, Södermanland |        | 58.948305, 16.411817 | 10034401250001 | Ladda upp en bild av detta fornminne      |
| Lerbo 129:1                | Stensättning     |              | Lerbo, Södermanland |        | 58.998253, 16.397661 | 10034401290001 | Ladda upp en bild av detta fornminne      |
| Lerbo 130:1                | Gravfält         |              | Lerbo, Södermanland |        | 58.994526, 16.410469 | 10034401300001 | Ladda upp en bild av detta fornminne      |
| Lerbo 143:1                | Stensättning     |              | Lerbo, Södermanland |        | 58.998821, 16.461794 | 10034401430001 | Ladda upp en bild av detta fornminne      |
| Lerbo 144:1                | Stensättning     |              | Lerbo, Södermanland |        | 58.998827, 16.469868 | 10034401440001 | Ladda upp en bild av detta fornminne      |
| Lerbo 145:1                | Stensättning     |              | Lerbo, Södermanland |        | 58.990328, 16.494171 | 10034401450001 | Ladda upp en bild av detta fornminne      |
| Lerbo 145:2                | Stensättning     |              | Lerbo, Södermanland |        | 58.990328, 16.493284 | 10034401450002 | Ladda upp en bild av detta fornminne      |
| Lerbo 147:1                | Stensättning     |              | Lerbo, Södermanland |        | 58.976582, 16.469076 | 10034401470001 | Ladda upp en bild av detta fornminne      |
| Lerbo 148:1                | Stensättning     |              | Lerbo, Södermanland |        | 58.978002, 16.473213 | 10034401480001 | Ladda upp en bild av detta fornminne      |
| Lerbo 149:1                | Stensättning     |              | Lerbo, Södermanland |        | 58.978463, 16.474401 | 10034401490001 | Ladda upp en bild av detta fornminne      |
| Lerbo 150:1                | Stensättning     |              | Lerbo, Södermanland |        | 58.979707, 16.481087 | 10034401500001 | Ladda upp en bild av detta fornminne      |
| Lerbo 151:1                | Stensättning     |              | Lerbo, Södermanland |        | 58.979217, 16.492649 | 10034401510001 | Ladda upp en bild av detta fornminne      |
| Lerbo 153:1                | Fornborg         |              | Lerbo, Södermanland |        | 58.973112, 16.495809 | 10034401530001 | Ladda upp en bild av detta fornminne      |
| Lerbo 154:1                | Stensättning     |              | Lerbo, Södermanland |        | 58.964138, 16.464747 | 10034401540001 | Ladda upp en bild av detta fornminne      |
| Lerbo 155:1                | Begravningsplats |              | Lerbo, Södermanland |        | 58.939347, 16.507958 | 10034401550001 | Ladda upp en bild av detta fornminne      |
| Lerbo 156:1                | Stensättning     |              | Lerbo, Södermanland |        | 58.979372, 16.508170 | 10034401560001 | Ladda upp en bild av detta fornminne      |
| Lerbo 158:1                | Stensättning     |              | Lerbo, Södermanland |        | 58.929014, 16.475167 | 10034401580001 | Ladda upp en bild av detta fornminne      |
| Lerbo 160:1                | Stensättning     |              | Lerbo, Södermanland |        | 58.981597, 16.501093 | 10034401600001 | Ladda upp en bild av detta fornminne      |
| Lerbo 161:1                | Stensättning     |              | Lerbo, Södermanland |        | 58.984805, 16.501794 | 10034401610001 | Ladda upp en bild av detta fornminne      |
| Lerbo 165:1                | Gravfält         |              | Lerbo, Södermanland |        | 58.947071, 16.445043 | 10034401650001 | Ladda upp en bild av detta fornminne      |
| Lerbo 167:1                | Stensättning     |              | Lerbo, Södermanland |        | 58.999994, 16.470062 | 10034401670001 | Ladda upp en bild av detta fornminne      |
| Lerbo 168:1                | Stensättning     |              | Lerbo, Södermanland |        | 58.990683, 16.492757 | 10034401680001 | Ladda upp en bild av detta fornminne      |
| Lerbo 168:2                | Stensättning     |              | Lerbo, Södermanland |        | 58.990808, 16.492814 | 10034401680002 | Ladda upp en bild av detta fornminne      |

## Sköldinge
| Namn                               | Lämningstyp                 | Tillkomsttid | Historisk indelning     | Plats                          | Läge                 | ID-nr          | Bild                                      |
| ---------------------------------- | --------------------------- | ------------ | ----------------------- | ------------------------------ | -------------------- | -------------- | ----------------------------------------- |
| Sköldinge 1:1                      | Gravfält                    |              | Sköldinge, Södermanland |                                | 59.010924, 16.489633 | 10036500010001 | Ladda upp en bild av detta fornminne      |
| Sköldinge 2:1                      | Stensättning                |              | Sköldinge, Södermanland |                                | 59.012578, 16.492980 | 10036500020001 | Ladda upp en bild av detta fornminne      |
| Sköldinge 3:1                      | Gravfält                    |              | Sköldinge, Södermanland |                                | 59.010465, 16.483341 | 10036500030001 | Ladda upp en bild av detta fornminne      |
| Sköldinge 4:1                      | Stensättning                |              | Sköldinge, Södermanland |                                | 59.022763, 16.484079 | 10036500040001 | Ladda upp en bild av detta fornminne      |
| Sköldinge 4:2                      | Hög                         |              | Sköldinge, Södermanland |                                | 59.022425, 16.484729 | 10036500040002 | Ladda upp en bild av detta fornminne      |
| Sköldinge 5:1                      | Gravfält                    |              | Sköldinge, Södermanland |                                | 59.020179, 16.486196 | 10036500050001 | Ladda upp en bild av detta fornminne      |
| Ringstaven (Sköldinge 6:1)         | Hög                         |              | Sköldinge, Södermanland |                                | 59.017096, 16.489972 | 10036500060001 | Ladda upp en bild av detta fornminne      |
| Sköldinge 7:1                      | Gravfält                    |              | Sköldinge, Södermanland |                                | 59.022163, 16.471682 | 10036500070001 | Ladda upp en bild av detta fornminne      |
| Sköldinge 10:1                     | Stensättning                |              | Sköldinge, Södermanland |                                | 59.023694, 16.468108 | 10036500100001 | Ladda upp en bild av detta fornminne      |
| Sköldinge 11:1                     | Stensättning                |              | Sköldinge, Södermanland |                                | 59.023318, 16.470916 | 10036500110001 | Ladda upp en bild av detta fornminne      |
| Sköldinge 12:1                     | Stensättning                |              | Sköldinge, Södermanland |                                | 59.022692, 16.461082 | 10036500120001 | Ladda upp en bild av detta fornminne      |
| Sköldinge 14:1                     | Stensättning                |              | Sköldinge, Södermanland |                                | 59.021174, 16.458182 | 10036500140001 | Ladda upp en bild av detta fornminne      |
| Sköldinge 16:1                     | Stensättning                |              | Sköldinge, Södermanland |                                | 59.024241, 16.448815 | 10036500160001 | Ladda upp en bild av detta fornminne      |
| Sköldinge 16:2                     | Stensättning                |              | Sköldinge, Södermanland |                                | 59.024150, 16.448916 | 10036500160002 | Ladda upp en bild av detta fornminne      |
| Sköldinge 17:1                     | Stensättning                |              | Sköldinge, Södermanland |                                | 59.011165, 16.417588 | 10036500170001 | Ladda upp en bild av detta fornminne      |
| Sköldinge 18:1                     | Gravfält                    |              | Sköldinge, Södermanland |                                | 59.015743, 16.410384 | 10036500180001 | Ladda upp en bild av detta fornminne      |
| Sköldinge 19:1                     | Stensättning                |              | Sköldinge, Södermanland |                                | 59.017483, 16.411234 | 10036500190001 | Ladda upp en bild av detta fornminne      |
| Sköldinge 20:1                     | Gravfält                    |              | Sköldinge, Södermanland |                                | 59.010959, 16.401679 | 10036500200001 | Ladda upp en bild av detta fornminne      |
| Sköldinge 22:1                     | Gravfält                    |              | Sköldinge, Södermanland |                                | 59.019167, 16.385594 | 10036500220001 | Ladda upp en bild av detta fornminne      |
| Sköldinge 24:1                     | Gravfält                    |              | Sköldinge, Södermanland |                                | 59.018118, 16.367884 | 10036500240001 | Ladda upp en bild av detta fornminne      |
| Sköldinge 31:1                     | Stensättning                |              | Sköldinge, Södermanland |                                | 59.031200, 16.437207 | 10036500310001 | Ladda upp en bild av detta fornminne      |
| Sköldinge 31:2                     | Stensättning                |              | Sköldinge, Södermanland |                                | 59.030641, 16.437557 | 10036500310002 | Ladda upp en bild av detta fornminne      |
| Sköldinge 31:3                     | Hög                         |              | Sköldinge, Södermanland |                                | 59.030428, 16.438352 | 10036500310003 | Ladda upp en bild av detta fornminne      |
| Sköldinge 32:1                     | Stensättning                |              | Sköldinge, Södermanland |                                | 59.031873, 16.437279 | 10036500320001 | Ladda upp en bild av detta fornminne      |
| Saxbacken (Sköldinge 33:1)         | Gravfält                    |              | Sköldinge, Södermanland |                                | 59.033034, 16.434905 | 10036500330001 | Ladda upp en bild av detta fornminne      |
| Sköldinge 34:1                     | Stensättning                |              | Sköldinge, Södermanland |                                | 59.037265, 16.424962 | 10036500340001 | Ladda upp en bild av detta fornminne      |
| Sköldinge 35:1                     | Stensättning                |              | Sköldinge, Södermanland |                                | 59.029072, 16.429068 | 10036500350001 | Ladda upp en bild av detta fornminne      |
| Sköldinge 35:2                     | Stensättning                |              | Sköldinge, Södermanland |                                | 59.029300, 16.429736 | 10036500350002 | Ladda upp en bild av detta fornminne      |
| Sköldinge 36:1                     | Stensättning                |              | Sköldinge, Södermanland |                                | 59.033042, 16.428866 | 10036500360001 | Ladda upp en bild av detta fornminne      |
| Sköldinge 36:2                     | Stensättning                |              | Sköldinge, Södermanland |                                | 59.032906, 16.429037 | 10036500360002 | Ladda upp en bild av detta fornminne      |
| Sö 66 (Sköldinge 38:1)             | Runristning                 |              | Sköldinge, Södermanland | Sköldinge kyrka                | 59.036510, 16.434380 | 10036500380001 | Ladda upp en till bild av detta fornminne |
| Sö 69 (Sköldinge 38:2)             | Runristning                 |              | Sköldinge, Södermanland | Sköldinge kyrka (urspr. Valla) | 59.036574, 16.434278 | 10036500380002 | Ladda upp en till bild av detta fornminne |
| Sköldinge 39:1                     | Gravfält                    |              | Sköldinge, Södermanland |                                | 59.042278, 16.434974 | 10036500390001 | Ladda upp en bild av detta fornminne      |
| Sköldinge 40:1                     | Gravfält                    |              | Sköldinge, Södermanland |                                | 59.026008, 16.421565 | 10036500400001 | Ladda upp en bild av detta fornminne      |
| Sköldinge 42:1                     | Stensättning                |              | Sköldinge, Södermanland |                                | 59.030375, 16.419493 | 10036500420001 | Ladda upp en bild av detta fornminne      |
| Sköldinge 42:2                     | Stensättning                |              | Sköldinge, Södermanland |                                | 59.030319, 16.419770 | 10036500420002 | Ladda upp en bild av detta fornminne      |
| Sköldinge 43:1                     | Stensättning                |              | Sköldinge, Södermanland |                                | 59.031238, 16.418194 | 10036500430001 | Ladda upp en bild av detta fornminne      |
| Sköldinge 45:1                     | Gravfält                    |              | Sköldinge, Södermanland |                                | 59.036303, 16.454252 | 10036500450001 | Ladda upp en bild av detta fornminne      |
| Tjugesta skans (Sköldinge 49:1)    | Fornborg                    |              | Sköldinge, Södermanland |                                | 59.022429, 16.550215 | 10036500490001 | Ladda upp en till bild av detta fornminne |
| Sköldinge 50:1                     | Stensättning                |              | Sköldinge, Södermanland |                                | 59.022300, 16.547660 | 10036500500001 | Ladda upp en bild av detta fornminne      |
| Sköldinge 52:1                     | Gravfält                    |              | Sköldinge, Södermanland |                                | 59.049593, 16.433631 | 10036500520001 | Ladda upp en bild av detta fornminne      |
| Linsmo skans (Sköldinge 53:1)      | Fornborg                    |              | Sköldinge, Södermanland |                                | 59.053248, 16.431571 | 10036500530001 | Ladda upp en bild av detta fornminne      |
| Sköldinge 55:1                     | Gravfält                    |              | Sköldinge, Södermanland |                                | 59.068277, 16.441430 | 10036500550001 | Ladda upp en bild av detta fornminne      |
| Ramunderborg (Sköldinge 56:1)      | Fornborg                    |              | Sköldinge, Södermanland |                                | 59.069514, 16.439533 | 10036500560001 | Ladda upp en bild av detta fornminne      |
| Ramunderborg (Sköldinge 57:1)      | Fornborg                    |              | Sköldinge, Södermanland |                                | 59.060824, 16.455781 | 10036500570001 | Ladda upp en bild av detta fornminne      |
| Sköldinge 59:1                     | Gravfält                    |              | Sköldinge, Södermanland |                                | 59.045986, 16.448900 | 10036500590001 | Ladda upp en bild av detta fornminne      |
| Sköldinge 61:1                     | Gravfält                    |              | Sköldinge, Södermanland |                                | 59.030903, 16.388997 | 10036500610001 | Ladda upp en bild av detta fornminne      |
| Sköldinge 62:1                     | Gravfält                    |              | Sköldinge, Södermanland |                                | 59.032378, 16.384806 | 10036500620001 | Ladda upp en bild av detta fornminne      |
| Sköldinge 63:1                     | Gravfält                    |              | Sköldinge, Södermanland |                                | 59.035374, 16.375354 | 10036500630001 | Ladda upp en bild av detta fornminne      |
| Sköldinge 64:1                     | Gravfält                    |              | Sköldinge, Södermanland |                                | 59.036331, 16.373854 | 10036500640001 | Ladda upp en bild av detta fornminne      |
| Sköldinge 65:1                     | Gravfält                    |              | Sköldinge, Södermanland |                                | 59.030330, 16.400827 | 10036500650001 | Ladda upp en bild av detta fornminne      |
| Sköldinge 66:1                     | Stensättning                |              | Sköldinge, Södermanland |                                | 59.026838, 16.400520 | 10036500660001 | Ladda upp en bild av detta fornminne      |
| Sköldinge 66:2                     | Stensättning                |              | Sköldinge, Södermanland |                                | 59.026937, 16.400366 | 10036500660002 | Ladda upp en bild av detta fornminne      |
| Sköldinge 66:3                     | Stensättning                |              | Sköldinge, Södermanland |                                | 59.026850, 16.400015 | 10036500660003 | Ladda upp en bild av detta fornminne      |
| Sköldinge 66:4                     | Stensättning                |              | Sköldinge, Södermanland |                                | 59.027112, 16.399795 | 10036500660004 | Ladda upp en bild av detta fornminne      |
| Sköldinge 67:1                     | Stensättning                |              | Sköldinge, Södermanland |                                | 59.025475, 16.408583 | 10036500670001 | Ladda upp en bild av detta fornminne      |
| Sköldinge 67:4                     | Stensättning                |              | Sköldinge, Södermanland |                                | 59.025391, 16.409034 | 10036500670004 | Ladda upp en bild av detta fornminne      |
| Sköldinge 68:1                     | Stensättning                |              | Sköldinge, Södermanland |                                | 59.025702, 16.412245 | 10036500680001 | Ladda upp en bild av detta fornminne      |
| Sköldinge 70:1                     | Gravfält                    |              | Sköldinge, Södermanland |                                | 59.012174, 16.526050 | 10036500700001 | Ladda upp en bild av detta fornminne      |
| Sköldinge 71:1                     | Grav markerad av sten/block |              | Sköldinge, Södermanland |                                | 59.012464, 16.528572 | 10036500710001 | Ladda upp en bild av detta fornminne      |
| Sköldinge 71:2                     | Hög                         |              | Sköldinge, Södermanland |                                | 59.012607, 16.528700 | 10036500710002 | Ladda upp en bild av detta fornminne      |
| Sköldinge 72:1                     | Stensättning                |              | Sköldinge, Södermanland |                                | 59.010683, 16.526341 | 10036500720001 | Ladda upp en bild av detta fornminne      |
| Sköldinge 72:2                     | Stensättning                |              | Sköldinge, Södermanland |                                | 59.010444, 16.526802 | 10036500720002 | Ladda upp en bild av detta fornminne      |
| Sköldinge 72:3                     | Stensättning                |              | Sköldinge, Södermanland |                                | 59.010841, 16.526696 | 10036500720003 | Ladda upp en bild av detta fornminne      |
| Sköldinge 74:1                     | Stensättning                |              | Sköldinge, Södermanland |                                | 59.010437, 16.503918 | 10036500740001 | Ladda upp en bild av detta fornminne      |
| Sköldinge 75:1                     | Stensättning                |              | Sköldinge, Södermanland |                                | 59.006111, 16.544511 | 10036500750001 | Ladda upp en bild av detta fornminne      |
| Sköldinge 76:1                     | Gravfält                    |              | Sköldinge, Södermanland |                                | 59.014242, 16.533123 | 10036500760001 | Ladda upp en bild av detta fornminne      |
| Sköldinge 77:1                     | Gravfält                    |              | Sköldinge, Södermanland |                                | 59.021755, 16.528067 | 10036500770001 | Ladda upp en bild av detta fornminne      |
| Sköldinge 78:1                     | Stensättning                |              | Sköldinge, Södermanland |                                | 59.024060, 16.527836 | 10036500780001 | Ladda upp en bild av detta fornminne      |
| Sköldinge 79:1                     | Stensättning                |              | Sköldinge, Södermanland |                                | 59.035656, 16.388941 | 10036500790001 | Ladda upp en bild av detta fornminne      |
| Sköldinge 79:2                     | Stensättning                |              | Sköldinge, Södermanland |                                | 59.035782, 16.388788 | 10036500790002 | Ladda upp en bild av detta fornminne      |
| Sköldinge 80:1                     | Stensättning                |              | Sköldinge, Södermanland |                                | 59.032519, 16.388066 | 10036500800001 | Ladda upp en bild av detta fornminne      |
| Sköldinge 80:2                     | Stensättning                |              | Sköldinge, Södermanland |                                | 59.032435, 16.388517 | 10036500800002 | Ladda upp en bild av detta fornminne      |
| Sköldinge 80:3                     | Stensättning                |              | Sköldinge, Södermanland |                                | 59.032559, 16.388798 | 10036500800003 | Ladda upp en bild av detta fornminne      |
| Sköldinge 80:4                     | Stensättning                |              | Sköldinge, Södermanland |                                | 59.032335, 16.388741 | 10036500800004 | Ladda upp en bild av detta fornminne      |
| Sköldinge 81:1                     | Gravfält                    |              | Sköldinge, Södermanland |                                | 59.015785, 16.520372 | 10036500810001 | Ladda upp en bild av detta fornminne      |
| Sköldinge 82:1                     | Hög                         |              | Sköldinge, Södermanland |                                | 59.016590, 16.519123 | 10036500820001 | Ladda upp en bild av detta fornminne      |
| Sköldinge 83:1                     | Gravfält                    |              | Sköldinge, Södermanland |                                | 59.018201, 16.511725 | 10036500830001 | Ladda upp en bild av detta fornminne      |
| Krigarholmen (Sköldinge 84:1)      | Gravfält                    |              | Sköldinge, Södermanland |                                | 59.018286, 16.517400 | 10036500840001 | Ladda upp en bild av detta fornminne      |
| Sköldinge 85:1                     | Gravfält                    |              | Sköldinge, Södermanland |                                | 59.024554, 16.509985 | 10036500850001 | Ladda upp en bild av detta fornminne      |
| Sköldinge 86:1                     | Gravfält                    |              | Sköldinge, Södermanland |                                | 59.023629, 16.502216 | 10036500860001 | Ladda upp en bild av detta fornminne      |
| Sköldinge 87:1                     | Gravfält                    |              | Sköldinge, Södermanland |                                | 59.022510, 16.495261 | 10036500870001 | Ladda upp en bild av detta fornminne      |
| Sköldinge 88:1                     | Gravfält                    |              | Sköldinge, Södermanland |                                | 59.072988, 16.446691 | 10036500880001 | Ladda upp en bild av detta fornminne      |
| Sköldinge 90:1                     | Stensättning                |              | Sköldinge, Södermanland |                                | 59.059522, 16.468980 | 10036500900001 | Ladda upp en bild av detta fornminne      |
| Sköldinge 90:2                     | Stensättning                |              | Sköldinge, Södermanland |                                | 59.059440, 16.469082 | 10036500900002 | Ladda upp en bild av detta fornminne      |
| Sköldinge 90:3                     | Stensättning                |              | Sköldinge, Södermanland |                                | 59.059577, 16.468825 | 10036500900003 | Ladda upp en bild av detta fornminne      |
| Sköldinge 90:4                     | Stensättning                |              | Sköldinge, Södermanland |                                | 59.059442, 16.468803 | 10036500900004 | Ladda upp en bild av detta fornminne      |
| Sköldinge 106:1                    | Gravfält                    |              | Sköldinge, Södermanland |                                | 59.029086, 16.513408 | 10036501060001 | Ladda upp en bild av detta fornminne      |
| Sköldinge 109:1                    | Stensättning                |              | Sköldinge, Södermanland |                                | 59.054151, 16.491543 | 10036501090001 | Ladda upp en bild av detta fornminne      |
| Sköldinge 109:2                    | Hög                         |              | Sköldinge, Södermanland |                                | 59.054068, 16.491732 | 10036501090002 | Ladda upp en bild av detta fornminne      |
| Sköldinge 109:4                    | Stensättning                |              | Sköldinge, Södermanland |                                | 59.054321, 16.491531 | 10036501090004 | Ladda upp en bild av detta fornminne      |
| Sköldinge 111:1                    | Stensättning                |              | Sköldinge, Södermanland |                                | 59.028484, 16.476688 | 10036501110001 | Ladda upp en bild av detta fornminne      |
| Sköldinge 112:1                    | Gravfält                    |              | Sköldinge, Södermanland |                                | 59.024999, 16.487866 | 10036501120001 | Ladda upp en bild av detta fornminne      |
| Sköldinge 113:1                    | Stensättning                |              | Sköldinge, Södermanland |                                | 59.027081, 16.516465 | 10036501130001 | Ladda upp en bild av detta fornminne      |
| Sköldinge 114:1                    | Stensättning                |              | Sköldinge, Södermanland |                                | 59.028807, 16.516385 | 10036501140001 | Ladda upp en bild av detta fornminne      |
| Sköldinge 117:1                    | Gravfält                    |              | Sköldinge, Södermanland |                                | 59.039844, 16.503822 | 10036501170001 | Ladda upp en bild av detta fornminne      |
| Sköldinge 118:1                    | Stensättning                |              | Sköldinge, Södermanland |                                | 59.010958, 16.418678 | 10036501180001 | Ladda upp en bild av detta fornminne      |
| Sköldinge 118:2                    | Stensättning                |              | Sköldinge, Södermanland |                                | 59.010815, 16.418586 | 10036501180002 | Ladda upp en bild av detta fornminne      |
| Sköldinge 119:1                    | Gravfält                    |              | Sköldinge, Södermanland |                                | 59.043245, 16.434855 | 10036501190001 | Ladda upp en bild av detta fornminne      |
| Sköldinge 122:1                    | Hög                         |              | Sköldinge, Södermanland |                                | 59.024643, 16.387027 | 10036501220001 | Ladda upp en bild av detta fornminne      |
| Sköldinge 123:1                    | Stensättning                |              | Sköldinge, Södermanland |                                | 59.038729, 16.422548 | 10036501230001 | Ladda upp en bild av detta fornminne      |
| Sköldinge 126:1                    | Stensättning                |              | Sköldinge, Södermanland |                                | 59.029996, 16.525753 | 10036501260001 | Ladda upp en bild av detta fornminne      |
| Sköldinge 130:1                    | Hög                         |              | Sköldinge, Södermanland |                                | 59.023836, 16.503419 | 10036501300001 | Ladda upp en bild av detta fornminne      |
| Sköldinge 130:2                    | Hög                         |              | Sköldinge, Södermanland |                                | 59.023825, 16.503675 | 10036501300002 | Ladda upp en bild av detta fornminne      |
| Sö SB1965;22 (Sköldinge 140:1)     | Runristning                 |              | Sköldinge, Södermanland | Stora Kölsta                   | 59.021988, 16.395083 | 10036501400001 | Ladda upp en till bild av detta fornminne |
| Sköldinge 144:1                    | Stensättning                |              | Sköldinge, Södermanland |                                | 59.026280, 16.396485 | 10036501440001 | Ladda upp en bild av detta fornminne      |
| Sköldinge 144:2                    | Stensättning                |              | Sköldinge, Södermanland |                                | 59.026162, 16.396656 | 10036501440002 | Ladda upp en bild av detta fornminne      |
| Sköldinge 155:1                    | Stensättning                |              | Sköldinge, Södermanland |                                | 59.006641, 16.411703 | 10036501550001 | Ladda upp en bild av detta fornminne      |
| Sköldinge 164:1                    | Stensättning                |              | Sköldinge, Södermanland |                                | 59.032479, 16.385853 | 10036501640001 | Ladda upp en bild av detta fornminne      |
| Sköldinge 164:2                    | Stensättning                |              | Sköldinge, Södermanland |                                | 59.032317, 16.385954 | 10036501640002 | Ladda upp en bild av detta fornminne      |
| Sköldinge 165:1                    | Stensättning                |              | Sköldinge, Södermanland |                                | 59.034933, 16.389656 | 10036501650001 | Ladda upp en bild av detta fornminne      |
| Sköldinge 167:1                    | Stensättning                |              | Sköldinge, Södermanland |                                | 59.029779, 16.429349 | 10036501670001 | Ladda upp en bild av detta fornminne      |
| Sköldinge 171:1                    | Stensättning                |              | Sköldinge, Södermanland |                                | 59.051392, 16.419714 | 10036501710001 | Ladda upp en bild av detta fornminne      |
| Sköldinge 171:2                    | Stensättning                |              | Sköldinge, Södermanland |                                | 59.051319, 16.419834 | 10036501710002 | Ladda upp en bild av detta fornminne      |
| Sköldinge 171:3                    | Stensättning                |              | Sköldinge, Södermanland |                                | 59.051228, 16.419971 | 10036501710003 | Ladda upp en bild av detta fornminne      |
| Sköldinge 173:1                    | Stensättning                |              | Sköldinge, Södermanland |                                | 59.049277, 16.432384 | 10036501730001 | Ladda upp en bild av detta fornminne      |
| Sköldinge 174:1                    | Stensättning                |              | Sköldinge, Södermanland |                                | 59.046540, 16.448287 | 10036501740001 | Ladda upp en bild av detta fornminne      |
| Sköldinge 174:3                    | Stensättning                |              | Sköldinge, Södermanland |                                | 59.046607, 16.447714 | 10036501740003 | Ladda upp en bild av detta fornminne      |
| Sköldinge 181:1                    | Gravfält                    |              | Sköldinge, Södermanland |                                | 59.030707, 16.506203 | 10036501810001 | Ladda upp en bild av detta fornminne      |
| Warbro kvarn mfl (Sköldinge 183:1) | Stensättning                |              | Sköldinge, Södermanland |                                | 59.025486, 16.531243 | 10036501830001 | Ladda upp en bild av detta fornminne      |
| Sköldinge 186:1                    | Stensättning                |              | Sköldinge, Södermanland |                                | 59.025430, 16.535709 | 10036501860001 | Ladda upp en bild av detta fornminne      |
| Sköldinge 187:1                    | Stensättning                |              | Sköldinge, Södermanland |                                | 59.024756, 16.534401 | 10036501870001 | Ladda upp en bild av detta fornminne      |
| Sköldinge 187:2                    | Stensättning                |              | Sköldinge, Södermanland |                                | 59.024630, 16.534432 | 10036501870002 | Ladda upp en bild av detta fornminne      |
| Sköldinge 188:1                    | Stensättning                |              | Sköldinge, Södermanland |                                | 59.027763, 16.515207 | 10036501880001 | Ladda upp en bild av detta fornminne      |
| Sköldinge 191:2                    | Stensättning                |              | Sköldinge, Södermanland |                                | 59.015534, 16.472872 | 10036501910002 | Ladda upp en bild av detta fornminne      |
| Sköldinge 192:1                    | Stensättning                |              | Sköldinge, Södermanland |                                | 59.020380, 16.471196 | 10036501920001 | Ladda upp en bild av detta fornminne      |
| Sköldinge 193:1                    | Stensättning                |              | Sköldinge, Södermanland |                                | 59.020710, 16.470477 | 10036501930001 | Ladda upp en bild av detta fornminne      |
| Sköldinge 194:1                    | Stensättning                |              | Sköldinge, Södermanland |                                | 59.021297, 16.470044 | 10036501940001 | Ladda upp en bild av detta fornminne      |
| Sköldinge 194:2                    | Stensättning                |              | Sköldinge, Södermanland |                                | 59.021405, 16.470083 | 10036501940002 | Ladda upp en bild av detta fornminne      |
| Sköldinge 194:3                    | Stensättning                |              | Sköldinge, Södermanland |                                | 59.021460, 16.469963 | 10036501940003 | Ladda upp en bild av detta fornminne      |
| Sköldinge 196:1                    | Stensättning                |              | Sköldinge, Södermanland |                                | 59.013173, 16.495630 | 10036501960001 | Ladda upp en bild av detta fornminne      |
| Sköldinge 197:1                    | Stensättning                |              | Sköldinge, Södermanland |                                | 59.012766, 16.480731 | 10036501970001 | Ladda upp en bild av detta fornminne      |
| Sköldinge 197:2                    | Stensättning                |              | Sköldinge, Södermanland |                                | 59.012806, 16.480384 | 10036501970002 | Ladda upp en bild av detta fornminne      |
| Sköldinge 197:3                    | Stensättning                |              | Sköldinge, Södermanland |                                | 59.012810, 16.480872 | 10036501970003 | Ladda upp en bild av detta fornminne      |
| Sköldinge 198:1                    | Gravfält                    |              | Sköldinge, Södermanland |                                | 59.010371, 16.491284 | 10036501980001 | Ladda upp en bild av detta fornminne      |
| Sköldinge 198:2                    | Stensättning                |              | Sköldinge, Södermanland |                                | 59.010053, 16.490789 | 10036501980002 | Ladda upp en bild av detta fornminne      |
| Sköldinge 200:1                    | Stensättning                |              | Sköldinge, Södermanland |                                | 59.008946, 16.487872 | 10036502000001 | Ladda upp en bild av detta fornminne      |
| Borgetorp (Sköldinge 204:1)        | Lägenhetsbebyggelse         |              | Sköldinge, Södermanland |                                | 59.011104, 16.484504 | 10036502040001 | Ladda upp en bild av detta fornminne      |
| Sköldinge 209:1                    | Stensättning                |              | Sköldinge, Södermanland |                                | 59.024436, 16.480882 | 10036502090001 | Ladda upp en bild av detta fornminne      |
| Sköldinge 212:1                    | Stensättning                |              | Sköldinge, Södermanland |                                | 59.009033, 16.541025 | 10036502120001 | Ladda upp en bild av detta fornminne      |
| Sköldinge 242:1                    | Stensättning                |              | Sköldinge, Södermanland |                                | 59.012784, 16.533061 | 10036502420001 | Ladda upp en bild av detta fornminne      |
| Sköldinge 243:1                    | Grav- och boplatsområde     |              | Sköldinge, Södermanland |                                | 58.997692, 16.555090 | 10036502430001 | Ladda upp en bild av detta fornminne      |
| Sköldinge 244:1                    | Stensättning                |              | Sköldinge, Södermanland |                                | 59.010324, 16.490289 | 10036502440001 | Ladda upp en bild av detta fornminne      |
| Sköldinge 244:2                    | Stensättning                |              | Sköldinge, Södermanland |                                | 59.010398, 16.490013 | 10036502440002 | Ladda upp en bild av detta fornminne      |
| Sköldinge 245:1                    | Stensättning                |              | Sköldinge, Södermanland |                                | 59.020456, 16.497249 | 10036502450001 | Ladda upp en bild av detta fornminne      |
| Sköldinge 245:2                    | Stensättning                |              | Sköldinge, Södermanland |                                | 59.020539, 16.497095 | 10036502450002 | Ladda upp en bild av detta fornminne      |
| Sköldinge 251:1                    | Stensättning                |              | Sköldinge, Södermanland |                                | 59.006344, 16.431543 | 10036502510001 | Ladda upp en bild av detta fornminne      |
| Sköldinge 252:1                    | Hög                         |              | Sköldinge, Södermanland |                                | 59.005177, 16.431573 | 10036502520001 | Ladda upp en bild av detta fornminne      |
| Sköldinge 253:1                    | Stensättning                |              | Sköldinge, Södermanland |                                | 59.071984, 16.426311 | 10036502530001 | Ladda upp en bild av detta fornminne      |

## Stora Malm
| Namn                          | Lämningstyp                      | Tillkomsttid | Historisk indelning      | Plats     | Läge                 | ID-nr          | Bild                                      |
| ----------------------------- | -------------------------------- | ------------ | ------------------------ | --------- | -------------------- | -------------- | ----------------------------------------- |
| Trolleträsk (Stora Malm 11:1) | Husgrund, förhistorisk/medeltida |              | Stora Malm, Södermanland |           | 58.965538, 16.209025 | 10036900110001 | Ladda upp en bild av detta fornminne      |
| Sö 65 (Stora Malm 20:1)       | Runristning                      |              | Stora Malm, Södermanland | Djulefors | 58.933042, 16.378485 | 10036900200001 | Ladda upp en till bild av detta fornminne |
| Stora Malm 22:1               | Gravfält                         |              | Stora Malm, Södermanland |           | 58.939917, 16.378795 | 10036900220001 | Ladda upp en bild av detta fornminne      |
| Offerlunden (Stora Malm 23:1) | Gravfält                         |              | Stora Malm, Södermanland |           | 58.951997, 16.380864 | 10036900230001 | Ladda upp en bild av detta fornminne      |
| Stora Malm 25:1               | Stensättning                     |              | Stora Malm, Södermanland |           | 58.951894, 16.358680 | 10036900250001 | Ladda upp en bild av detta fornminne      |
| Stora Malm 30:1               | Gravfält                         |              | Stora Malm, Södermanland |           | 58.979827, 16.341828 | 10036900300001 | Ladda upp en bild av detta fornminne      |
| Stora Malm 33:1               | Stensättning                     |              | Stora Malm, Södermanland |           | 58.979382, 16.323125 | 10036900330001 | Ladda upp en bild av detta fornminne      |
| Stora Malm 33:2               | Stensättning                     |              | Stora Malm, Södermanland |           | 58.979292, 16.323124 | 10036900330002 | Ladda upp en bild av detta fornminne      |
| Glysas grav (Stora Malm 36:1) | Stensättning                     |              | Stora Malm, Södermanland |           | 58.972261, 16.259809 | 10036900360001 | Ladda upp en till bild av detta fornminne |
| Tols grav (Stora Malm 42:1)   | Stensättning                     |              | Stora Malm, Södermanland |           | 58.930426, 16.417741 | 10036900420001 | Ladda upp en bild av detta fornminne      |
| Stora Malm 44:1               | Gravfält                         |              | Stora Malm, Södermanland |           | 58.993986, 16.351033 | 10036900440001 | Ladda upp en bild av detta fornminne      |
| Stora Malm 45:1               | Gravfält                         |              | Stora Malm, Södermanland |           | 58.981741, 16.371386 | 10036900450001 | Ladda upp en bild av detta fornminne      |
| Stora Malm 46:1               | Gravfält                         |              | Stora Malm, Södermanland |           | 58.982247, 16.372986 | 10036900460001 | Ladda upp en bild av detta fornminne      |
| Djulfors (Stora Malm 153:1)   | Lägenhetsbebyggelse              |              | Stora Malm, Södermanland |           | 58.939382, 16.381199 | 10036901530001 | Ladda upp en bild av detta fornminne      |
| Harstorp (Stora Malm 165:1)   | Lägenhetsbebyggelse              |              | Stora Malm, Södermanland |           | 58.953358, 16.369349 | 10036901650001 | Ladda upp en bild av detta fornminne      |
| Solberga (Stora Malm 172:1)   | Lägenhetsbebyggelse              |              | Stora Malm, Södermanland |           | 58.926466, 16.332513 | 10036901720001 | Ladda upp en bild av detta fornminne      |
| Stenkulla (Stora Malm 191:1)  | Lägenhetsbebyggelse              |              | Stora Malm, Södermanland |           | 58.932629, 16.242812 | 10036901910001 | Ladda upp en bild av detta fornminne      |
| Stora Malm 326                | Lägenhetsbebyggelse              |              | Stora Malm, Södermanland |           | 58.958976, 16.220262 | 12000000114294 | Ladda upp en bild av detta fornminne      |

## Östra Vingåker
| Namn                           | Lämningstyp         | Tillkomsttid | Historisk indelning          | Plats | Läge                 | ID-nr          | Bild                                 |
| ------------------------------ | ------------------- | ------------ | ---------------------------- | ----- | -------------------- | -------------- | ------------------------------------ |
| Mosstorp (Östra Vingåker 35:1) | Lägenhetsbebyggelse |              | Östra Vingåker, Södermanland |       | 59.010093, 16.108631 | 10039600350001 | Ladda upp en bild av detta fornminne |
| Vik (Östra Vingåker 65:1)      | Lägenhetsbebyggelse |              | Östra Vingåker, Södermanland |       | 58.956304, 16.144910 | 10039600650001 | Ladda upp en bild av detta fornminne |
| Östra Vingåker 101:1           | Stensättning        |              | Östra Vingåker, Södermanland |       | 58.955703, 16.002928 | 10039601010001 | Ladda upp en bild av detta fornminne |
| Östra Vingåker 143             | Stensättning        |              | Östra Vingåker, Södermanland |       | 58.962858, 16.080959 | 12000000009314 | Ladda upp en bild av detta fornminne |
| Hagen (Östra Vingåker 154)     | Lägenhetsbebyggelse |              | Östra Vingåker, Södermanland |       | 58.954853, 16.119896 | 12000000009379 | Ladda upp en bild av detta fornminne |
| Östmossen (Östra Vingåker 179) | Lägenhetsbebyggelse |              | Östra Vingåker, Södermanland |       | 58.982011, 16.019817 | 12000000009484 | Ladda upp en bild av detta fornminne |